# シュヴェービッシュ・グミュント
シュヴェービッシュ・グミュント (ドイツ語: Schwäbisch Gmünd, ドイツ語発音: [ˈʃvɛːbɪʃ ˈgmʏnt]) は、ドイツ連邦共和国バーデン＝ヴュルテンベルク州シュトゥットガルト行政管区のオストアルプ郡に属す市である。州都シュトゥットガルトの東約 50 km の同州東部に位置しており、オストヴュルテンベルク地方およびシュトゥットガルト大都市圏周縁部に含まれる。本市は人口においても面積においてもレムスタール最大の都市である。人口については、オストアルプ郡でもオストヴュルテンベルク地方全体でもアーレンに次ぐ第2の都市であり、周辺地域の中規模中心都市となっている。シュヴェービッシュ・グミュント市は1956年から大規模郡都市に格付けられ、オストヴュルテンベルク地域連合の本部所在地となっている。
1805年から1934年まで本市は公式にはグミュントという名称であった。地元では引き続きこの名称が使われている。この市名は、多くの支流がレムス川に合流する (ドイツ語: Gemünde) ことに由来する。

## 地理

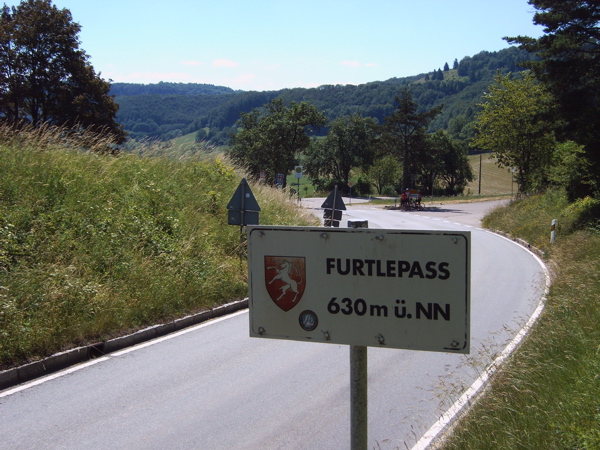
フルトレ峠

### 位置
シュヴェービッシュ・グミュントは、北のヴェルツハイムの森（シュヴェービッシュ＝フレンキッシェ森林山地の一部）と南のシュヴェービッシェ・アルプ東部フォアラントの間の、レムス川の谷が広がった部分に位置している。ここは、いくつかの支流がレムス川に合流する地点である。これに対してデーゲンフェルト地区は、フルトレ峠を越えた反対側のラウター川（フィルス川支流）沿いにある。

### 地質学
本市の市域は、最低地点であるレムス川が市外へ抜ける海抜約 290 m 地点と、最高地点のカルター・フェルトの海抜約 781 m との間に位置しており、その高度差は約 500 m ある。その位置条件の大きな違いとかなりの広さからグミュントの地質は非常にバラエティに富んでいる。

シュヴェービッシュ・グミュントからホーエンレヒベルクに上る「地質学の径」周辺には地層の露頭が見られる。

### 河川

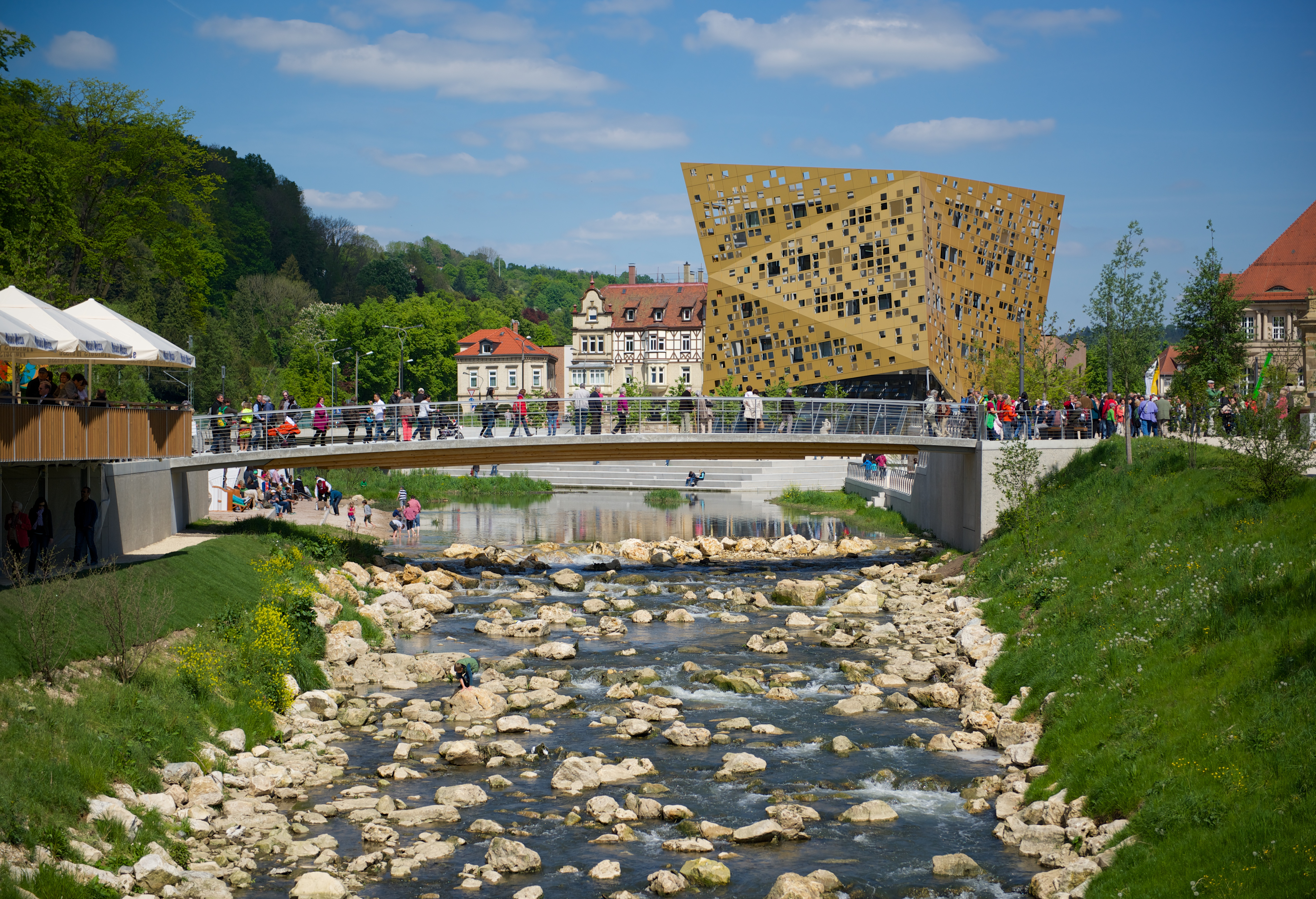
シュヴェービッシュ・グミュント市内を流れるレムス川

シュヴェービッシュ・グミュントで一番大きな川がレムス川である。この川は市の東側、ベービンゲンから市内に入り、西に向かってツィンメルン、ヒルシュミューレ、フッセンホーフェン、中核市区を流れ、西のロルヒ方面へ去って行く。
市内を流れる川の多くは、レムス川に注ぎ込む。北からはシースタールを流れるズルツバッハ川やグロースダインバッハから流れるローテンバッハ川がある。シュヴェービッシェ・アルプの辺縁部や前山がある南からはこれらよりも大きな川が流れ込む。ツィンメルン近くを流れるクリュムリングスバッハ川、旧市街の外れでこれと合流するヨーゼフバッハ川（このやや上流でヴァルトシュテッター・バッハ川とベットリンガー・バッハ川がこの川に合流する）、シュトラスドルフ地区から流れるドイテンバッハ川とその支流のホイゼルバッハ川、フェルベンバッハ川とヘルバッハ川が合流して形成されるティーフェンバッハ川、レムス川の市内で一番下流の支流がタンバッハ川である。この中でヨーゼフバッハ川は一番上の水源からの長さが 13 km で、レムス川最大の支流である。これ以外の川はいずれも 4 km から 5.5 km の小さな川である。
市域は、リンダッハ地区の北を流れるライン川 (Lein) の右岸、またはわずかに対岸側までである。この川は終始レムス川とは反対にネッカー川から遠ざかる方角へ流れるが、その水はコッハー川を通って、最終的にはネッカー川に注ぐ。フルトレ峠に近い、最も南のデーゲンフェルト地区からラウター川が湧出する。この川はレムス川に注ぐのではなく、フィルス川に合流し、レムス川の合流点よりもかなり上流側でネッカー川に流れ込んでいる。
シースタールの人工的に造られた水浴湖（シースタール湖）はブート＝シュペンサー屋外プールとして利用されていたが、現在は水質劣化のため水浴が禁止されている。

### 自然保護区

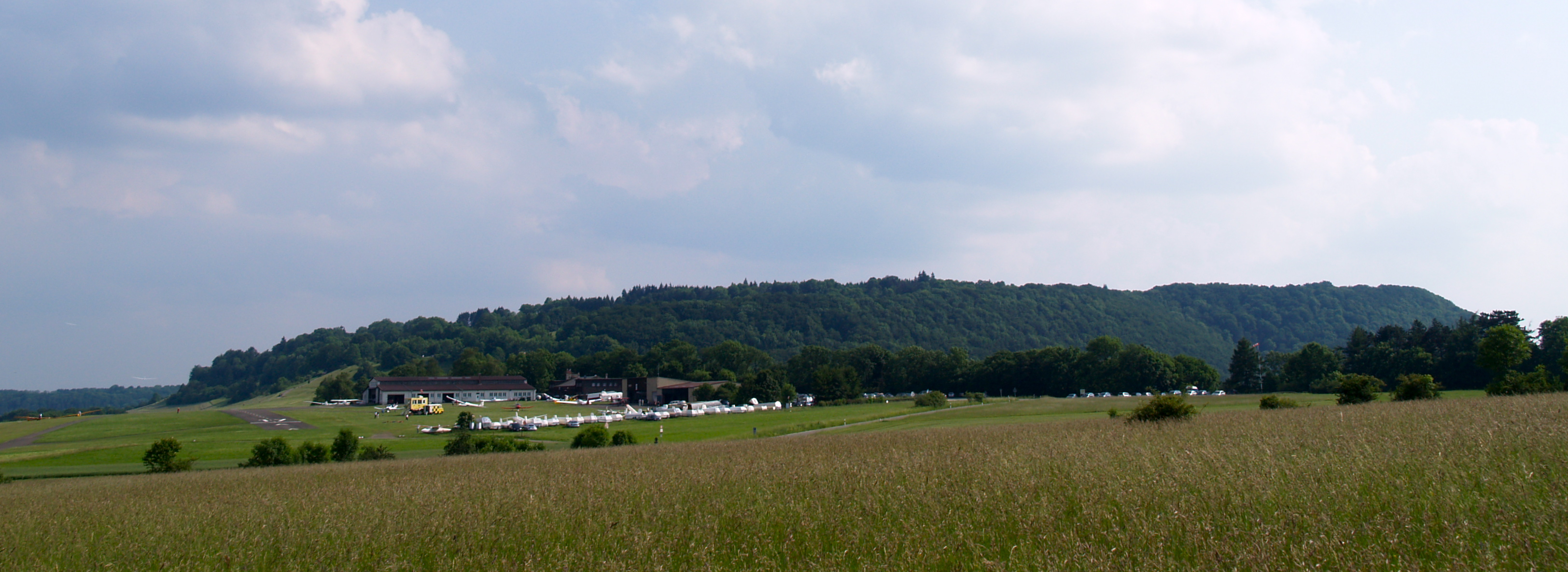
ホルンベルクから見たカルテス・フェルト

シュヴェービッシュ・グミュントの市内には4つの自然保護区が広がっている。
- バルガウアー・ホルン（25.2 ha、1939年指定）[4]
- ホルンベルク、ガルゲンベルク、アイアーベルクを含むカルテス・フェルト（634.4 ha、1939年指定）[5]
- リンデンフェルト（75.0 ha、1994年指定）[6]
- ショイエルベルク（119 ha、1998年指定）[7]

シュヴェービッシュ・グミュントの自然文化財リストには、さらに17の自然文化財地区、27の個別自然文化財が指定されている。

### 気候
以下に示す気候データは、中核市区から約 90 m 高い海抜 415 m のシュトラスドルフ地区の測候所で観測されたものである。市域はヴェルツハイムの森の高台からレムス川の谷を越えてシュヴェービッシュ・アルプの最初の山並みにまで広がっており、その地形に大きな違いがあるため、各地区はこれとはかなり異なる数値を示す。シュヴェービッシュ・グミュントの谷に位置する地域では、平均約90日の冬日、約40日の夏日がある。1971年から2000年の統計では、年間11日から20日の積雪日があった。平均風速は 2 m/s であった。
| シュヴェービッシュ・グミュントの気候   | シュヴェービッシュ・グミュントの気候 | シュヴェービッシュ・グミュントの気候 | シュヴェービッシュ・グミュントの気候 | シュヴェービッシュ・グミュントの気候 | シュヴェービッシュ・グミュントの気候 | シュヴェービッシュ・グミュントの気候 | シュヴェービッシュ・グミュントの気候 | シュヴェービッシュ・グミュントの気候 | シュヴェービッシュ・グミュントの気候 | シュヴェービッシュ・グミュントの気候 | シュヴェービッシュ・グミュントの気候 | シュヴェービッシュ・グミュントの気候 | シュヴェービッシュ・グミュントの気候 |
| 月                                     | 1月                                  | 2月                                  | 3月                                  | 4月                                  | 5月                                  | 6月                                  | 7月                                  | 8月                                  | 9月                                  | 10月                                 | 11月                                 | 12月                                 | 年                                   |
| -------------------------------------- | ------------------------------------ | ------------------------------------ | ------------------------------------ | ------------------------------------ | ------------------------------------ | ------------------------------------ | ------------------------------------ | ------------------------------------ | ------------------------------------ | ------------------------------------ | ------------------------------------ | ------------------------------------ | ------------------------------------ |
| 日平均気温 °C （°F）                   | 0.0 (32)                             | 1.3 (34.3)                           | 4.4 (39.9)                           | 8.2 (46.8)                           | 12.6 (54.7)                          | 15.7 (60.3)                          | 17.6 (63.7)                          | 17.0 (62.6)                          | 13.8 (56.8)                          | 9.5 (49.1)                           | 4.2 (39.6)                           | 0.9 (33.6)                           | 8.77 (47.78)                         |
| 降水量 mm （inch）                     | 86 (3.39)                            | 71 (2.8)                             | 71 (2.8)                             | 80 (3.15)                            | 98 (3.86)                            | 116 (4.57)                           | 95 (3.74)                            | 105 (4.13)                           | 69 (2.72)                            | 70 (2.76)                            | 82 (3.23)                            | 81 (3.19)                            | 1,024 (40.34)                        |
| 出典：1961年から1990年までの長期平均値 |                                      |                                      |                                      |                                      |                                      |                                      |                                      |                                      |                                      |                                      |                                      |                                      |                                      |

### 隣接する市町村
本市は、北から時計回りに以下の市町村と境を接している。ムートランゲン、ドゥルランゲン、テーファーロート、イギンゲン、ベービンゲン・アン・デア・レムス、ホイバッハ、バルトロメ（以上、いずれもオストアルプ郡）、ラウターシュタイン（ゲッピンゲン郡）、ヴァルトシュテッテン（オストアルプ郡）、ドンツドルフ、オッテンバッハ、ゲッピンゲン、ヴェッシェンボイレン（以上、ゲッピンゲン郡）ロルヒ（オストアルプ郡）、アルフドルフ（レムス＝ムル郡）。

### 市の構成
シュヴェービッシュ・グミュントは、中核市区、1938年に合併した住宅地ヴェッツガウ、1959年に合併した旧町村のベットリンゲン（オーバーベットリンゲンとウンターベットリンゲン）、1970年代の地域再編に伴って合併した旧8町村すなわちバルガウ、デーゲンフェルト、グロースダインバッハ、ヘルリコーフェン、リンダッハ、レヒベルク、シュトラスドルフおよびヴァイラー・イン・デン・ベルゲンを含んでいる。バルガウ、デーゲンフェルト、ベットリンゲン、グロースダインバッハ、フッセンホーフェン、ヘルリコーフェン、リンダッハ、レヒベルク、レーネンホーフ＝ヴェッツガウ、シュトラスドルフ、ヴァイラーの11市区はそれぞれバーデン＝ヴュルテンベルク州の市町村法が定めるオルトシャフト (ドイツ語: Ortscheft) であり、それぞれの住民により選出された地区議会と地区長を有する。各市区は都市管区 (ドイツ語: Bezirksamt) を形成している。
合併された市町村には数多くの地域的に細分された住宅地や集落が含まれている。これらの多くは、長い歴史を有しており、たとえばツィンメルン地区はおそらく839年に最初の記録がなされている。それ以外の、新しく住宅地が造られ、後に固有の名前が付けられた地区は、しばしばその境界が定められていない。
| 市区                 | 市区                             | 紋章§                   | 合併年月日   | 面積§§    | 人口§§ | その他の住宅地 | 地図                                   |
| -------------------- | -------------------------------- | ----------------------- | ------------ | --------- | ------ | --- | -------------------------------------- |
| Bargau               | バルガウ                         | Wappen von Bargau       | 1971年1月1日 | 8.51 km2  | 2,800  | ビルクホーフ、オーベラー・ラウフホーフ、シュレスレ | ヴァルガウの位置                       |
| Bettringen           | ベットリンゲン                   | Wappen von Bettringen   | 1959年4月1日 | 10.86 km2 | 10,000 | ヘッツェンビュール、ケラーハウス、リンデンホーフ、タールアッカー、ウンテラー・ラウフホーフ | ベットリンゲンの位置                   |
| Degenfeld            | デーゲンフェルト                 | Wappen von Degenfeld    | 1971年1月1日 | 9.26 km2  | 489    | ホルンベルク | デーゲンフェルトの位置                 |
| Großdeinbach         | グロースダインバッハ             | Wappen von Großdeinbach | 1972年3月1日 | 14.29 km2 | 4,090  | クラインダインバッハ、ハンゲンダインバッハ、ヴステンリート、ヴァルダウ、ハーゼルバッハ＝ゼルトハウス、ラーデルシュテッテン、ザクセンホーフ、ツィーガーホーフ | グロースダインバッハの位置             |
| Herlikofen           | ヘルリコーフェン                 | Wappen von Herlikofen   | 1969年1月1日 | 5.35 km2  | 3,300  | グミュンダー・フェルト、エックヴァルト古城 |                                        |
| Hussenhofen§§§       | フッセンホーフェン               | Wappen von Hussenhofen  | 1969年1月1日 | 7.09 km2  | 2,600  | ツィンメルン、ビルクホーフ、ヒルシュミューレ、ブルクホルツ |                                        |
| Lindach              | リンダハ                         | Wappen von Lindach      | 1971年7月1日 | 4.78 km2  | 3,000  | グリュンハルデ、シュロス・リンダハ | リンダハの位置                         |
| Rechberg             | レヒベルク                       | Wappen von Rechberg     | 1975年1月1日 | 7.08 km2  | 1,325  | ベーレンヘフレ、ビルクホイスレ、ブラウンホイスレ、フックスホーフ、ヘーゲ、ホイスタイク、ホーエンレヒベルク、クライニスホーフ、クラッツァーヘフレ、クレンペルハウス、エーデンゲーレン、シュロスベルク、シュレンホーフ、シュタレンホーフ、シュトレンホイスレ、シュトレンホーフ、ウンテラー・クライニスホーフ、ツィーゲルヒュッテ | レヒベルクの位置                       |
| Straßdorf            | シュトラスドルフ                 | Wappen von Straßdorf    | 1972年4月1日 | 13.67 km2 | 3,610  | ヒンターホッホシュテット、ホーケンシュー、フンメルスハルデン、メトランゲン、ライトプレヒツ、シレンホーフ、シェーンボルン、フォルダーホッホシュテット | シュトラスドルフの位置                 |
| Weiler in den Bergen | ヴァイラー・イン・デン・ベルゲン |                         | 1971年1月1日 | 11.76 km2 | 1,112  | ビルゼンホーフ、ギーンガーホーフ、ヘルトリンスヴァイラー、クリーグホーフ、オーベラー・ハルデンホーフ、エルミューレ、シュタインバッヒャー・ヘーフェ、ウンテラー・ハウデンホーフ | ヴァイラー・イン・デン・ベルゲンの位置 |
| Rehnenhof-Wetzgau    | レーネンホーフ＝ヴェッツガウ     |                         | 1938年4月1日 |           | 4,000  | その他の住宅地なし |                                        |

§: 旧町村時代の紋章、§§: 各市区の文書による、§§§: ヘルリコーフェンの一部として合併

### 地域開発計画
オストヴュルテンベルク地方は、上級中心都市を有しないバーデン＝ヴュルテンベルク州唯一の地域である。上級中心都市の機能は、中級中心都市のシュヴェービッシュ・グミュント、アーレン、エルヴァンゲン (ヤクスト)、ハイデンハイム・アン・デア・ブレンツに分散されている。シュヴェービッシュ・グミュントを中心とするのはオストアルプ郡西部の市町村で、バルトロメ、ベービンゲン・アン・デア・レムス、ドゥルランゲン、エシャッハ、ゲッギンゲン、クシュヴェント、ホイバッハ、ホイヒリンゲン、イギンゲン、ラインツェル、ロルヒ、メグリンゲン、ムートランゲン、オーバーグレーニンゲン、ルッパーツホーフェン、シェヒンゲン、シュプライトバッハ、テーファーロート、ヴァルトシュテッテンがこれにあたる。

### 土地利用
| 土地利用種別面積 | 農業用地 | 森林   | 住宅地 | 産業用地 | 交通用地 | 水域  | その他 |
| ---------------- | -------- | ------ | ------ | -------- | -------- | ----- | ------ |
| 面積 (km2)       | 48.87    | 36.92  | 8.94   | 2.67     | 7.44     | 0.69  | 8.25   |
| 占有率           | 43.0 %   | 32.4 % | 7.9 %  | 2.3 %    | 6.5 %    | 0.6 % | 7.3 %  |

州統計局の2019年現在のデータによる。

## 歴史

### シュヴェービッシュ・グミュントの歴史

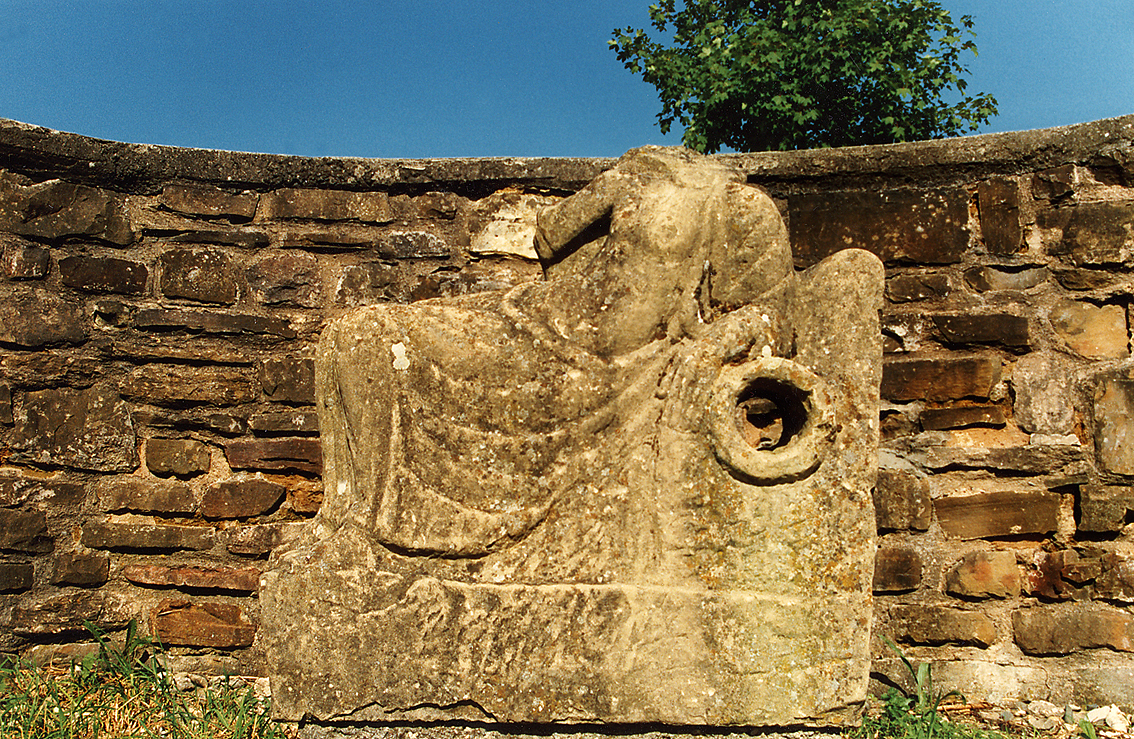
シレンホーフ城軍事浴場のニンフを象った吐水口

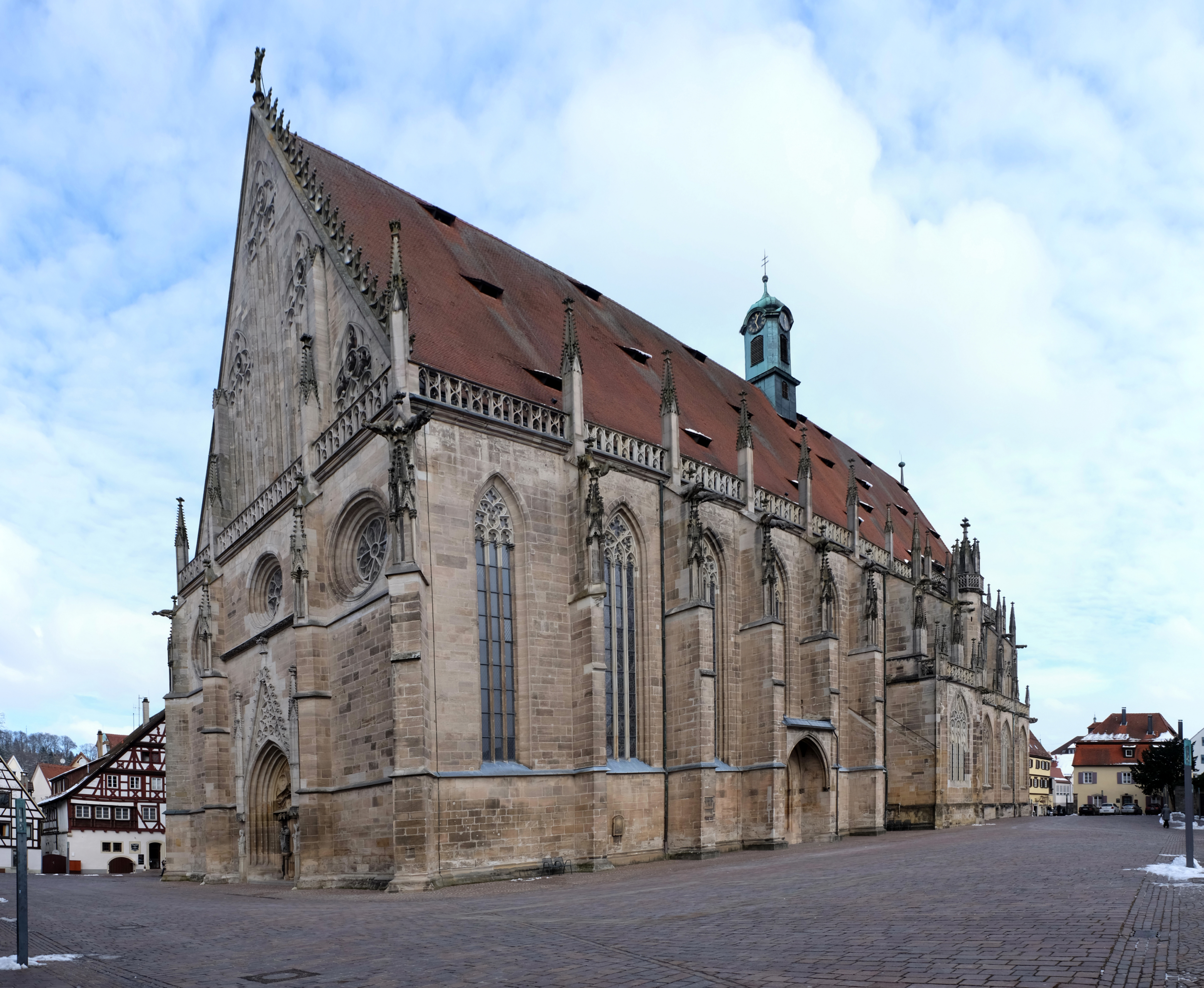
聖十字架聖堂

最初の入植の痕跡は紀元後2世紀にまで遡る。ローマ軍の国境がドナウ川を越え、150年頃に近隣のリーメスを護るために軍事基地を建設した頃である。これにより、この地に大きな民間人入植地が形成された。なかでも現在のシュヴェービッシュ・グミュントの市域にはシレンホーフ城砦が建設された。233年からアレマン人がこの国境地域に進出し始めた。ローマ人がドナウ川まで退却した後、放棄された国境地域に260年から270年頃にゲルマン人征服者たちが定住した。
パリ近郊サン＝ドニ修道院の、カール大帝の名による9世紀の偽書に記された Gamundias という名称が、グミュントを指しているかは、かなり疑わしい。サン＝ドニの修道院長フルラートが飛び地に所領を設けたとする考古学的証拠はない。

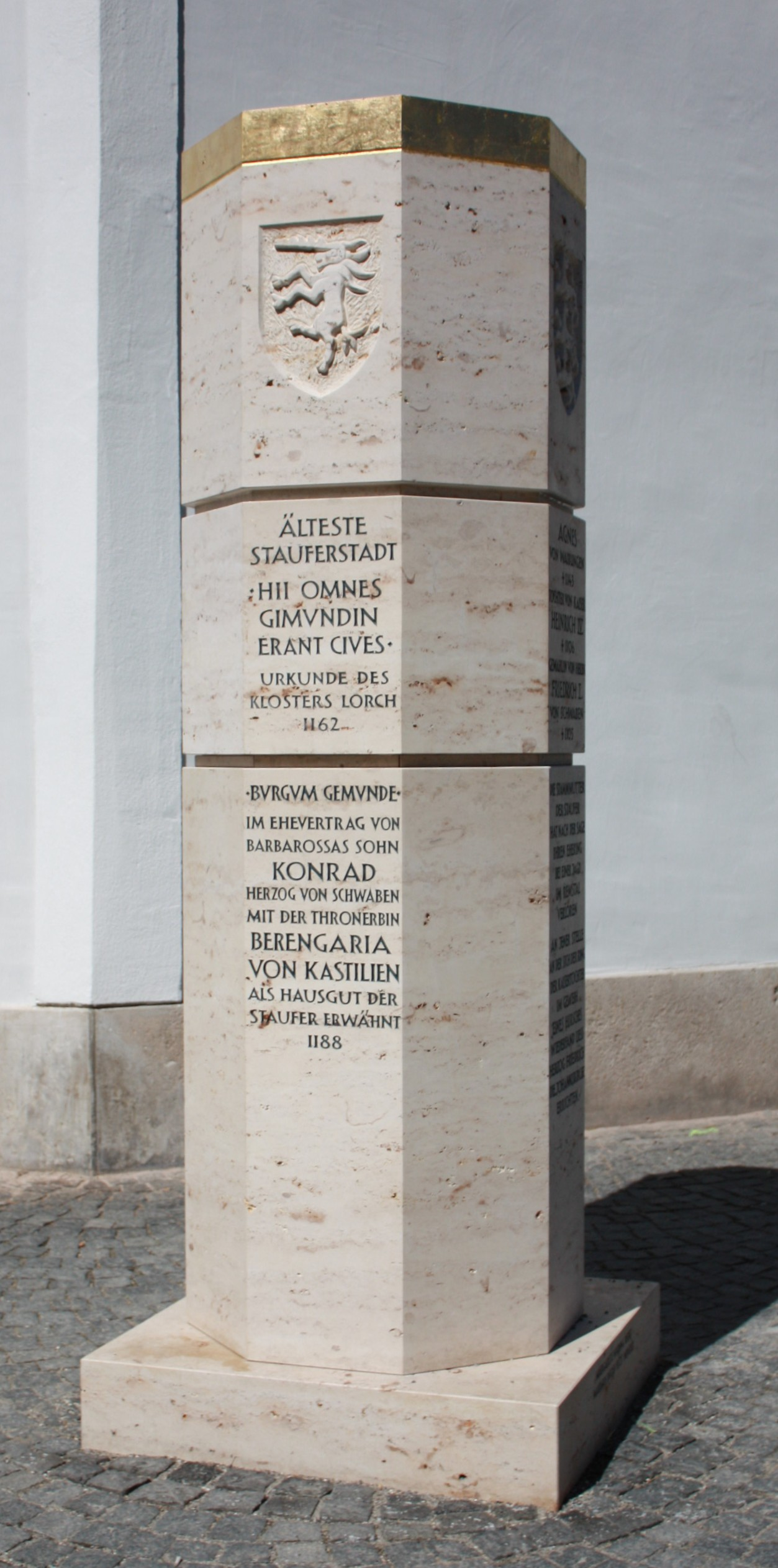
ヨハニス広場のグミュントの「シュタウフェンの石柱」

グミュントの建設時期は、12世紀から13世紀のシュタウフェン時代であった。グミュントの都市としての現存する最初の記録は1162年のものである。かつてこの記述はシュタウフェン朝の別の都市とされていた。ここにはグミュントが「最も古いシュタウフェン都市」と記されている。ロルヒ修道院の文書には、グミュントの住民について1162年に初めて cives（都市の住民を意味する）と記述している。フリードリヒ・バルバロッサの文書中この街は burgum Gemunde と書かれている。「burgum」という概念は中世盛期には城砦や市壁で護られた都市に対して用いられた。従って、グミュントは1188年にはすでに市壁や塔で護られた都市であった。これは1162年の文書からは読み取れない。1241年の帝国租税一覧では、グミュントの税収は 152マルクで、帝国の 92 の町の中で 10位であった。シュタウフェン時代を記念して、現在ヨハニス広場にシュタウフェンの石柱が建立されている。これは1162年の最初の記録から850周年にあたる2012年に完成した。
シュタウフェン家の消滅により、グミュントは帝国都市（しばしば誤って「自由帝国都市」とされる）に昇格し、これにより帝国直轄権を獲得した。これに伴い、この街は小さな支配地域を獲得した: 本来の都市の他に、ベットリンゲン、シュプライトバッハ、イギンゲン、バルガウがその「領邦」に含まれた。これらの地区にはそれぞれ代官の所在地となり、多くは他の村をも統治した。
おそらく1400年頃に歴史書「グミュンダー・カイザークロニーク」が成立し、正式に市に献呈された。この作品はカール大帝以後の皇帝の歴史を扱っている。
1449年のヴァルトシュテッテンの戦いでグミュントとハルの部隊は、ヴュルテンベルク伯ウルリヒ5世 (ヴュルテンベルク伯)の軍勢に打ち負かされた。同盟していたグミュントとハレの軍隊は、ヴァルトシュテッテン近郊アイヒヘルツレの、その直前に家畜の群を盗んだ報復に破壊されたレヒベルクの城からの帰途についた。この時ヴュルテンベルク軍に驚き、レヒベルクの救援に駆けつけた。

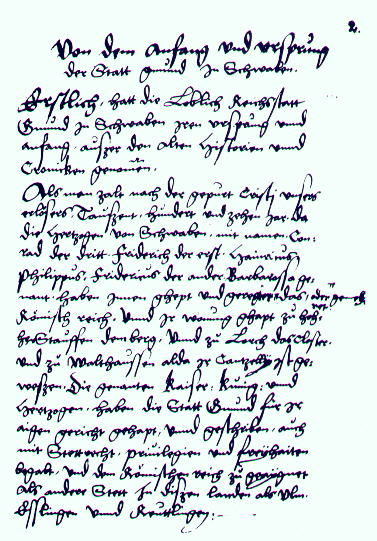
ゴルトシュタイナーの年代記の自筆原稿

グミュントの市長パウル・ゴルトシュタイナーは1549年から1550年にグミュントの年代記を著述し、18世紀末にドミニクス・デプラーが続きを記し、19世紀初めに18巻の市の年代記が完成した。

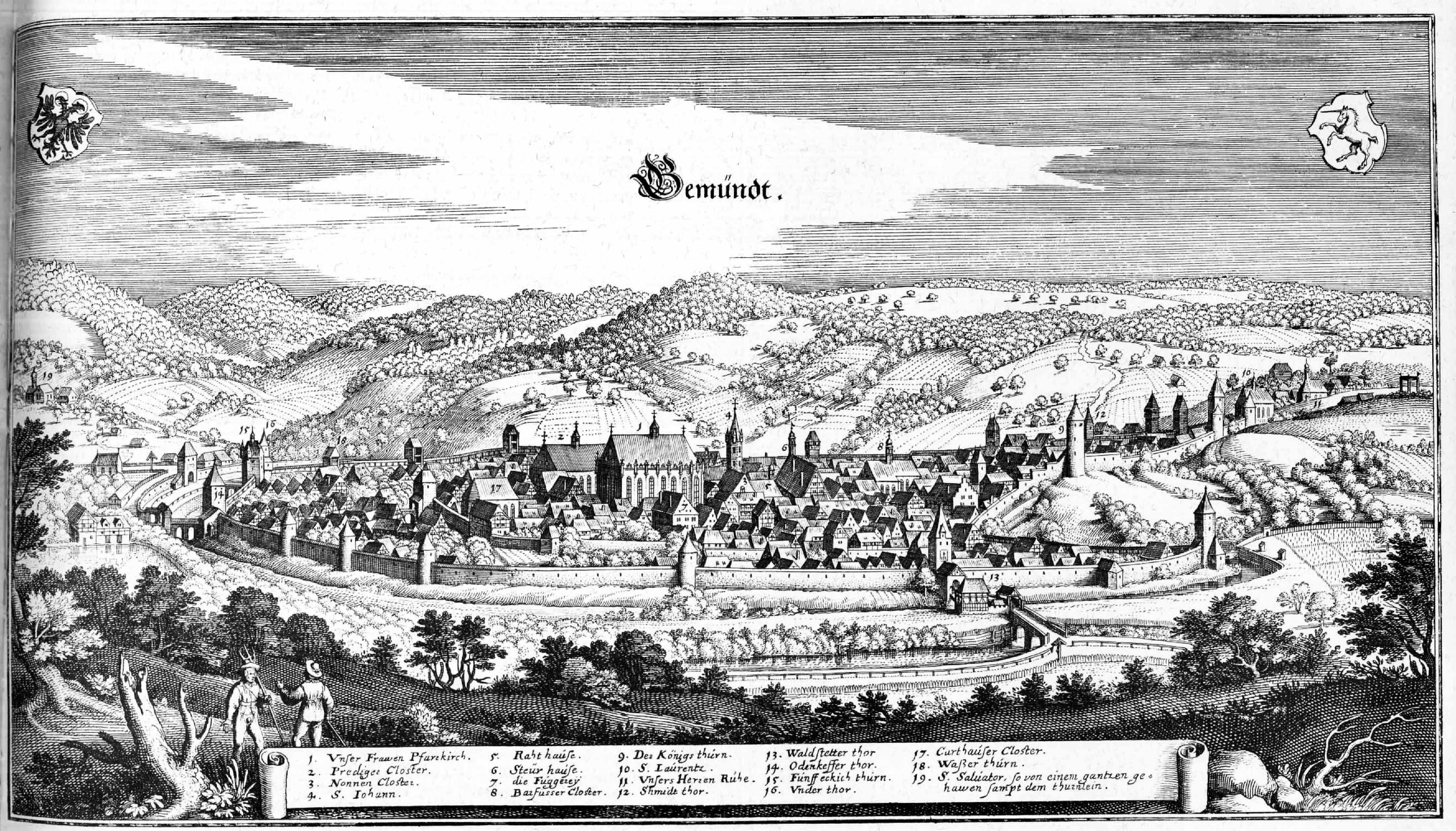
1643年に出版されたマテウス・メーリアンの銅版画に描かれたグミュント

帝国都市シュヴェービッシュ・グミュントでは、1556年から1648年までの間に少なくとも 69人が魔女狩りにあった。51件の魔女裁判が死刑判決で結審し、シュヴェービッシュ・グミュントと他の村の2人の男が告訴された。
1746年にバルガウ代官区が廃止され、ベットリンゲン代官区に統合された。アムト・シュプライトバッハには、プファールブロンの一部、フォルダーシュタイネンベルク、ヒンターシュタイネンベルク、ツィンマーバッハ、ドゥルランゲン、ムートランゲン、ヴェッツガウ、グロースダインバッハ、クラインダインバッハが含まれた。アムト・ベットリンゲンには、ヴァイラー、バルガウ、オーバーベービンゲンおよびウンターベービンゲンの一部、ラウテルンの大部分、メグリンゲンデヴァンゲンが含まれた。イギンゲンは、ヘルリコーフェン、フッセンホーフェンおよびシュトラスドルフの半分を包含した。1535年から1629年までこの他にメグリンゲン代官区が設けられ、デヴァンゲンとラウテルンがこれに含まれた。その後メグリンゲンとラウテルンはベットリンゲンに、デヴァンゲンはイギンゲンに編入された。
1803年に帝国都市グミュントの領域はヴュルテンベルク王国領となった。この街はオーバーアムト・グミュントの本部所在地となり、1938年からはシュヴェービッシュ・グミュント郡の郡庁所在地となった。
ナチの独裁が始まった1933年3月、ヘルリコーフェン通りの旧ゴッテスツェル修道院にヴュルテンベルクで最初の女子強制収容所が設けられた。秋までに50人の女性が収容され、その後別の強制収容所に送致された。1936年（1938年11月迫害運動「水晶の夜」の2年も前である）に突撃隊員がユダヤ教のシナゴーグを荒らした。この建物は1950年に取り壊された。カタリーネン通り2番地の郡立貯蓄銀行に掲げられた記念プレートがこの事件を想起させる。国家社会主義者にユダヤ人であるとみなされた約25人がホロコーストの犠牲となった。2008年にこのうち3人を追悼するストルパーシュタイン（躓きの石）がアレー通り4番地とマルクト広場26番地に設けられた。2012年にはさらに14のストルパーシュタインが設置された。
少なくとも4人のグミュント市民、ヘルマン・ケーラー、ハインリヒ・プロプスト、ゲルハルト・フォイエルレ、ロベルト・ハイトナーが第二次世界大戦中に有罪判決を受けて殺害された。この判決は、「ナチスの不公正解消に関する法律」に照らして、正義の基本的概念に反するものであり、無効とみなされる。
1905年にこの街の人口は2万人を超え、シュヴェービッシュ・グミュントは中規模都市となった。1935年にドイツ市町村法が定める都市郡 (ドイツ語: Stadtkreis) となったが、これ以後もオーバーアムト・グミュントおよびこれを引き継いだシュヴェービッシュ・グミュント郡に留まり続けた。10年後の1945年にシュヴェービッシュ・グミュントは直轄郡庁所在地 (ドイツ語: Unmittelbare Kreisstadt) となり、1956年4月1日のバーデン＝ヴュルテンベルク州市町村法の発効により大規模郡庁所在地 (ドイツ語: Große Kreisstadt) となった。
その後1938年にレーネンホーフ＝ヴェッツガウ地区が合併し、1969年から1975年までにさらに合併が行われて市域は拡大した。この地域再編の期間中、1973年にシュヴェービッシュ・グミュントは郡庁所在地の地位を失い、その代わりにオストヴュルテンベルク地方の行政中心都市となった。
大規模な都市改造と、2012年のアニバーサリーに合わせた都市の刷新、グミュンダー・アインホルン＝トンネル完成後に開催された2014年のランデスガルテンシャウ（州庭園博）により、この街は2016年に都市刷新に対するオットー＝ボルスト賞特別賞を受賞した。約200万人が訪れた州庭園博は、バーデン＝ヴュルテンベルク州の庭園博の最多来訪者記録を樹立した。この博覧会には、延べ1361人のボランティアが参加したが、そのうち60人はこの街に滞在している亡命者であった。彼らは、入場者管理を含む会場での業務に従事した。

### 市区の歴史
バルガウは、その南のショウエルベルクが突き出した部分に建つ城砦 Veste Bargau が1326年に初めて文献に記録されている。レヒベルク家、ローテンレーヴェン家、ウルバッハ騎士家およびヴァイセンシュタイン家といった領主を経て、1544年に帝国都市グミュント領となった。バルガウにはその城砦を本部とする代官区が設けられた。1746年にバルガウはベットリンゲン代官区に組み込まれた。1802年にヴュルテンベルク王国領となり、1803年には新たに設けられたオーバーアムト・グミュントに編入された。
ベットリンゲンは1218年に初めて文献に記録されている。ここには在郷貴族ベットリンゲン家があった。ロルヒ修道院もここに土地を有していた。この村は15世紀から帝国都市グミュントに属した。当時この村はオーバーベットリンゲンとウンターベットリンゲンに分かれていた。グミュントはオーバーベットリンゲンをアムト所在地に昇格させ、代官はこの村の塔に駐在した。この塔は1813年に取り壊された。1802年にグミュントがヴュルテンベルク王国領となった後、オーバーベットリンゲンはオーバーアムト・グミュント内の独立した町村となり、ウンターベットリンゲンも部分集落としてこれに属した。1934年に町議会は、町名をベットリンゲンに改名することを決議した。
高度 630 m のフルトレ峠を越えた場所に位置するデーゲンフェルトはおそらく1200年より以前にデーゲンフェルト伯の城砦の城下町として建設された。この集落は1281年に初めて文献に記録された。1625年にクリストフ・マルティン・フォン・デーゲンフェルトが男爵となり、1716年（1710年説もある）にクリストフ・マルティン2世が皇帝カール6世により帝国伯に任じられた。しかしデーゲンフェルト家はこの集落の半分を領していただけで、残りの半分はレヒベルク家が治めていた。両家の所領の境界はラウター川であった。この小さな川の右岸がデーゲンフェルト領、左岸がレヒベルク領であった。紛争が起こったためクリストフ・フォン・デーゲンフェルトは1597年に自分の領地をヴュルテンベルク公フリードリヒに売却した。この村はヴュルテンベルク公領で修道院管区に組み込まれ、宗教改革がなされた。1719年から1806年までの間にデーゲンフェルトのレヒベルク家領全域がヴュルテンベルクの治めるところとなり、1806年には村落全体がヴュルテンベルク王国に属し、1809年にオーバーアムト・グミュントに編入された。
グロースダインバッハは1271年と1275年に Tainbuch または Tainbuoch として記録されている。時代が経つにしたがって、クラインダインバッハ、ハンゲンダインバッハ、ヴステンリート、ラーデルシュテッテン、ヴァルダウ、ハーゼルバッハ＝ゼルトハウスといった入植地が形成されていった。これらは主にロルヒ修道院に属し、修道院行政機関が統治した。しかし、帝国都市グミュントやレヒベルク家もこの地域に土地を有していた。1803年にこの村はヴュルテンベルク王国領となり、1807年にオーバーアムト・ヴェルツハイムに属すこととなった。1810年にオーバーアムト・グミュント内にグロースダインバッハ町が設けられ、グロースダインバッハ、クラインダインバッハ、ハンゲンダインバッハ、ヴステンリート、ヴァルダウ、ハーゼルバッハ＝ゼルトハウス、プフェルスバッハ、レングリンゲン、ラーデルシュテッテン、シュネルヘフレ、ボイテンホーフ、ザクセンホーフ、ツィーゲルホール、ヴェッツガウがこれに含まれた。ヴェッツガウは1938年にシュヴェービッシュ・グミュント市に移管された。その後の地域再編により、プフェルスバッハはムートランゲンに、レングリンゲンはゲッピンゲン市に、シュネルヘーフェとボイテンホーフはロルヒ市に移管された。
ヘルリコーフェンは1225年に Herlekoven として初めて記録されている。この集落の西、現在のイン・デア・エック住宅地の近くにシュタウフェン家の城砦ヘルリコーフェン城があった。現在は土塁と堀の痕跡が遺っている。この集落は古くから帝国都市グミュントに属しており、イギンゲン代官区に組み込まれていた。1802年にヴュルテンベルク領となり、当初は引き続きイギンゲンの部分集落の扱いであった。ヘルリコーフェンは、1820年にフッセンホーフェンを取り込んで、オーバーアムト・グミュント内の町村となった。1938年にオーバーベービンゲンのツィンメルン居住地がこの町に合併した。シュヴェービッシュ・グミュントに合併した後、フッセンホーフェンおよびツィンメルンから分離された。
フッセンホーフェン（ツィンメルンとヒルシュミューレを含む）は1969年までヘルリコーフェンの部分集落であったが、シュヴェービッシュ・グミュントへの合併後、別の市区となった。フッセンホーフェンは1250年頃に Huzzenhovin として初めて記録されている。あるグミュント市民がその土地をゴッテスツェル修道院に売却したという内容である。その後すぐにこの村は帝国都市領となり、1802年にヴュルテンベルク領となった。この集落は、母体となったヘルリコーフェンとともに初めはイギンゲン町長の管理下に置かれたが、1820年頃にオーバーアムト・グミュント内の独立した町村ヘルリコーフェンの一部となった。ツィンメルンは、早くも839年に文献に記録されているが、1938年まで隣町のオーバーベービンゲンに属していた。
リンダッハは1328年に初めて記録されている。この集落の一部は古くからすでにヴュルテンベルク領であった。レヒベルク家はこの地域に対する権利をシェンケン・フォン・リムプルク家に売却した。その後、領主は何度も入れ替わったが、ヴュルテンベルク家が不変のレーエン領主としてこれに関与していた。ヴュルテンベルク家の支援の下、宗教改革が行われた。1751年からリンダッハは、ヴュルテンベルク領となり、アムト・ホイバッハに組み込まれた。このアムトが廃止された後はオーバーアムト・グミュントに属した。
レヒベルクは1179年に初めて記録されている。レヒベルク家は時代が経つにつれ小さな支配地域を獲得したが、しだいに多くの分家に分裂していった。15世紀にホーエンレヒベルク家が、ホーエンレヒベルク、アイスリンゲン、エシャッハ、ヴェンゲン、ホイヒリンゲンの5つのアムトを統合した。帝国直轄権を得ようとする試みは失敗したが、レヒベルク家は1607年に伯に任じられた。この地域は、1802年にヴュルテンベルク領となった。主邑レヒベルクはいくつかの付随する小集落とともに1808年にオーバーアムト・グミュント内で独立した町村を形成した。
シュトラスドルフは1269年に Strasdorf として初めて記録されている。この村はレヒベルク家に属したが、帝国都市グミュントもこの村の一部を獲得していた。このため、この村には1803年までレヒベルクとグミュントの2人の村長が存在した。グミュント部分がヴュルテンベルク領となった後、1806年にレヒベルク部分もこれに続いた。1809年に両部分は、オーバーアムト・グミュント内でシュトラスドルフ町を形成した。現在シュトラスドルフに属している小集落もレヒベルクとグミュントに分かれていた。
ヴァイラー・イン・デン・ベルゲンは1345年に Wiler として初めて記録されている。後には Im Größeren Weiler と記述されている。シュトラスドルフと同様にこの集落は、一部がレヒベルク、一部がグミュントに属した。1587年にレヒベルク家はその所領を帝国都市に売却し、その後は単独領主となった。この集落はアムト・ベットリンゲンに属し、1802年にグミュントともにヴュルテンベルク領となった。初めはベットリンゲンの管轄下に置かれたが、1807年にヴァイラー・イン・デン・ベルゲンと改名し、1819年にオーバーアムト・グミュント内の町村となった。

## 住民

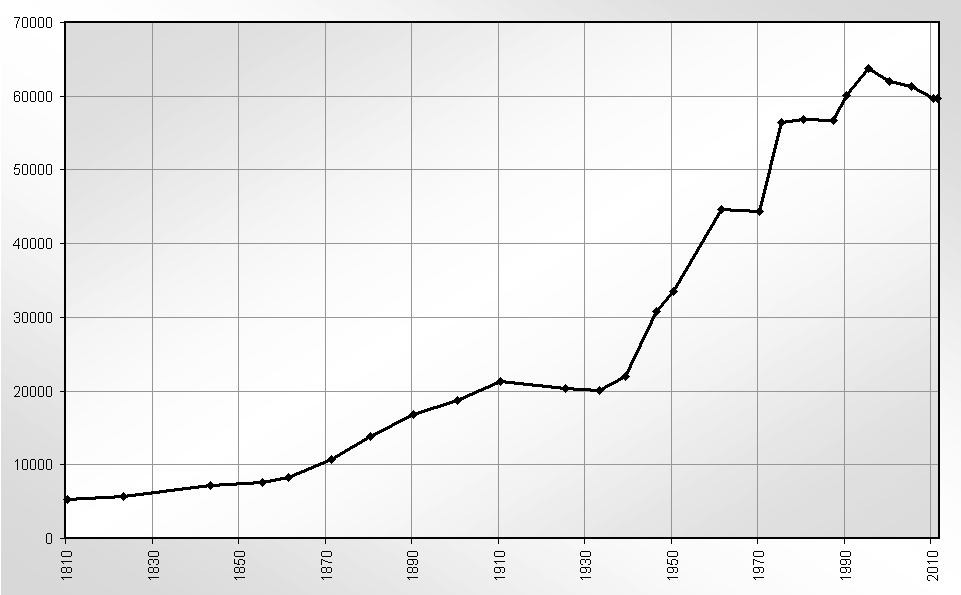
シュヴェービッシュ・グミュントの人口推移

### 人口推移
右図に掲げるグラフの各時点の市域における人口は、人口調査結果、各時点の統計部局の推定、研究値である。

### 宗教

#### 歴史
シュヴェービッシュ・グミュントは何世紀もの間、カトリックが強く根付いた都市であり、このため市外ではしばしば「シュヴァーベンのナザレ」とも呼ばれる。
シュヴェービッシュ・グミュントの住民は元々アウクスブルク司教区に属し、ロルヒ助祭長区の管轄下にあった。当初はロルヒの支部教会であったが、グミュントの聖職禄受給資格は1297年にアウクスブルク聖堂参事会に売却され、1544年に市参事会によって買い戻された。「我らが聖母教区」、後の聖十字架教会教区で現在の聖十字架聖堂教区は、宗教改革後に存続していた旧ロルヒ首席司祭区のすべての教区を包含する新たなグミュント首席司祭区の中心地であり、リース助祭長区の下に置かれた。グミュントでも他の周辺地域と同じようにアンドレアス・アルトハマーによる宗教改革の影響を受けたが、グミュントの参事会の抵抗により頓挫した。1761年にグミュントの聖職者は首席司祭区から分離され、コレギアートシュティフトが形成された。この教団は1803年にヴュルテンベルクによって解体された。シュティフト教会「我らの聖母」教会は、多くの市祭を有していた。聖十字架聖堂の他にも教会や礼拝堂が存在した。聖堂教区に属すマルクト広場のヨハニス教会や1341年に建造され何度も改築が繰り返された墓地の聖レオンハルツ教会などである。世俗化後、いくつかの礼拝堂が取り壊された。1803年 聖ファイツ礼拝堂、1807年 聖ニコラウス礼拝堂、1827年 聖ヨースあるいはゲオルク礼拝堂、1834年 聖テオバルツ礼拝堂、1841年 施療教会といった具合である。しかし市内には現在も多くの礼拝堂が存在している。かつて長期療養者の礼拝堂だった聖カタリーナ礼拝堂または聖ヨーゼフ礼拝堂などである。1908年に2つめのカトリックの市教会が創設された。かつてのフランシスコ会修道院教会を接収した、現在の聖フランツィスクス教区教会である。これらの古いカトリック教区に加えて、1945年以後シュヴェービッシュ・グミュントに新しい教会や教区が設けられた。1962年にハルト地区に設けられた聖ペーターおよびパウルス教区（教会は1958年）、1970年の聖ミヒャエル教区（教会は1968年）、1967年の聖ピウス司牧会である。

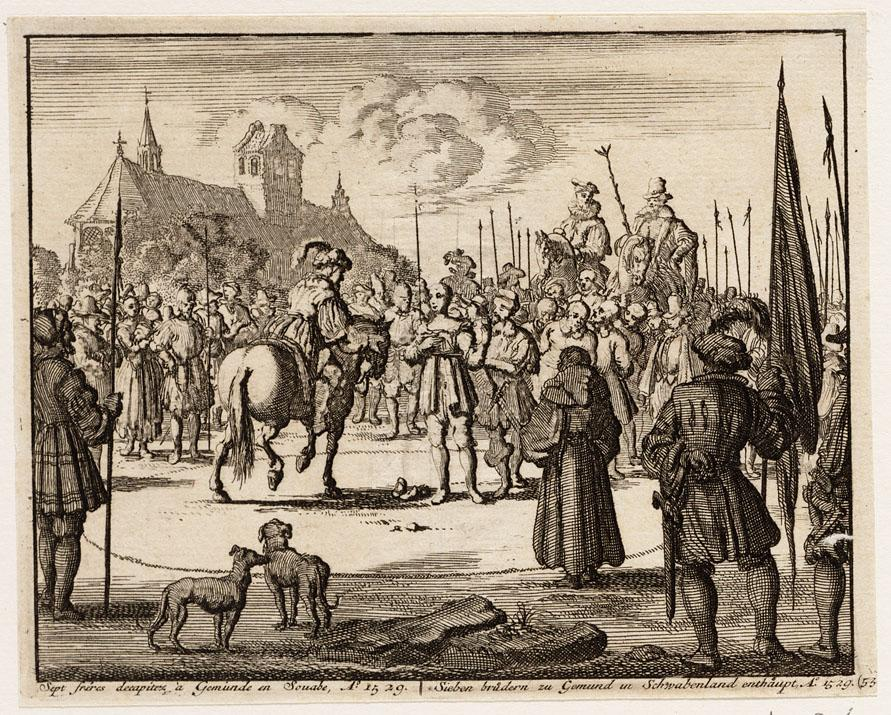
1529年シュヴェービッシュ・グミュントでの再洗礼派裁判

宗教改革の時代にはシュヴェービッシュ・グミュントにも再洗礼派信者が存在した。その伝道師がマルティン・ツェーエントマイヤーであった。ツェーエントマイヤーは1528年2月に、40人の再洗礼派信者とともに逮捕された。このうち7人は1529年12月7日にレムス川の草原で処刑された。現在も洗礼歌集「アウスブント」の2つの教会歌がこの事件の顛末を伝えている。メノナイトの「殉教者の鏡」や「フッター派兄弟団の歴史書」もシュヴェービッシュ・グミュントの事件を記述している。2009年12月、カトリックおよび福音主義教会とメノナイトの代表者出席の下、シュミーデ塔に拷問を受けて処刑された7人の名前を刻んだプレートが取り付けられた。2008年12月、連邦道 B29号線のトンネル建設のための掘削工事で少なくとも15人の遺骨が発見された。この中に7人の殺害された再洗礼派信者が含まれている可能性があるという推測が当初述べられたが、裏付けを得られなかった。これらの遺骨には断頭された痕跡がなかったからである。
プロテスタントは1802年のヴュルテンベルクへの移行後に再び現れ始めた。1806年に旧アウグスティナー教会が福音主義の兵舎教会に転用された。この教会は、1817年にグミュントで最初のプロテスタント教区教会となり、1951年には、ヴュルテンベルクの福音主義地方教会内の監督管区の首座教会となった。第二次世界大戦後の1951年にレーネンホーフにマルティン＝ルター教会が、1961年に平和教会が建設された。その後ヴェストシュタットにも新しい教会が組織された。

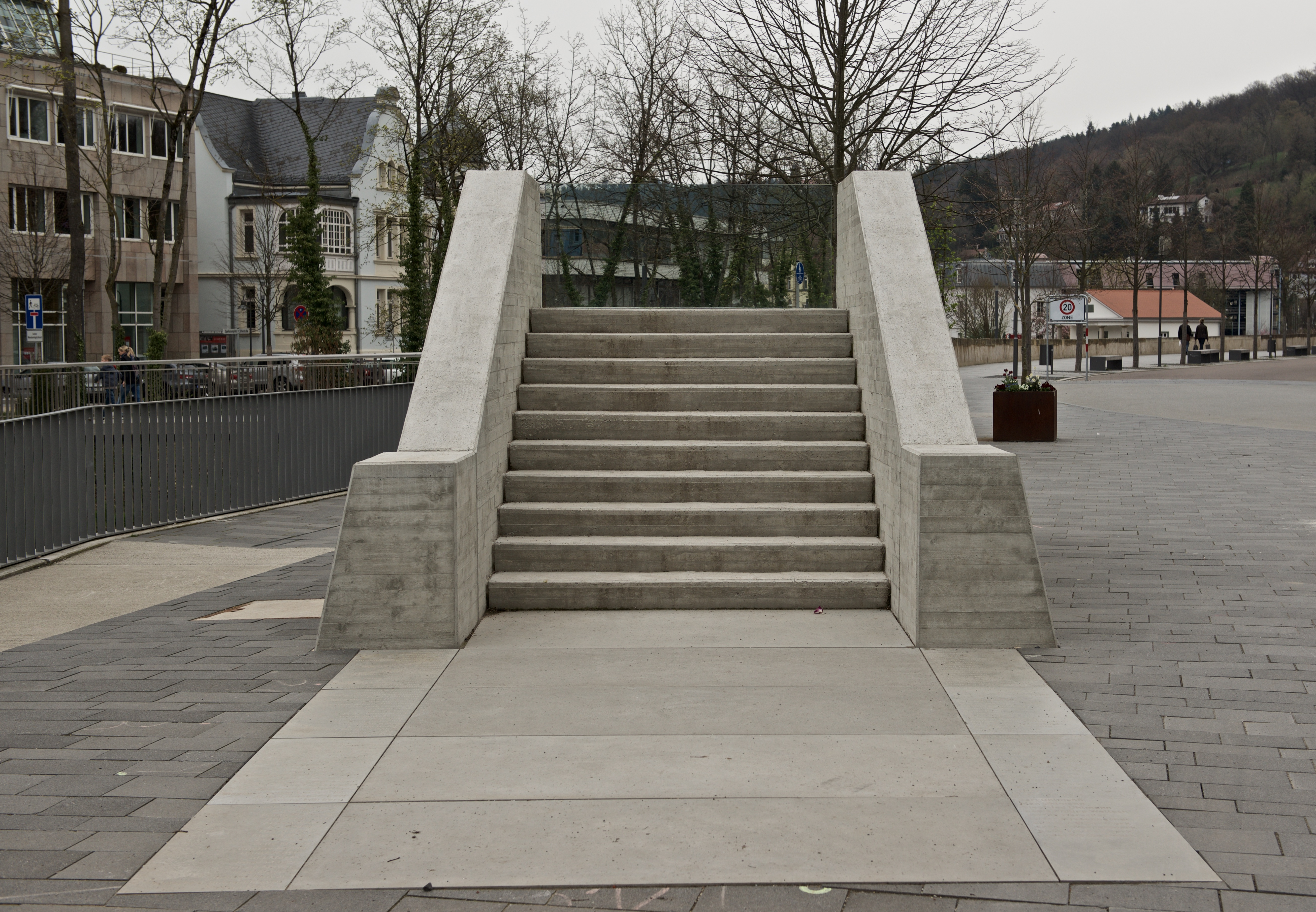
旧シナゴーグ記念碑

ユダヤ人住民は1241年/1242年に初めて記録されている。14世紀のペスト時の迫害でユダヤ人コミュニティは崩壊した。1412年にこの街の新たなユダヤ人が記述されているが、1501年に追放された。1861年に2家族で発足したユダヤ教会は、1890年に97人、1933年に90人と発展した。亡くなったユダヤ人は、ボプフィンゲン近郊のオーバードルファー墓地に埋葬された。1926年に開設されたグミュントのシナゴーグは1934年に冒涜されたが改修され、1938年の11月迫害運動（水晶の夜）で再び破壊されるまで礼拝に用いられていた。ナチの圧力や迫害により、1939年にはユダヤ教会はわずか22人で構成されていた。2016年、かつてのユダヤ人街イムホーフにある建物内にかつてのユダヤ教の祈祷所跡が発見された。この建物は、遅くとも15世紀からユダヤ教会に利用されていた事が判っている。
2015年、ヨーゼフバッハの向かい側にシナゴーグを記念した記念碑が建立された。

### 修道院
シュヴェービッシュ・グミュントは、修道院の街として知られていた。13世紀中頃にはすでに、グミュントにフランシスコ会修道士が定住し、旧市街東部にフランシスコ会修道院を設立した。それよりわずかに遅れて、1248年にアウグスティナー＝エレミテン修道院、1294年にドミニコ会修道院がグミュントに設けられた。1445年に設立された司牧館は、フランシスコ会テルティアナー女子修道院ツーム聖ルートヴィヒへ発展した。カプチン会聖ウルリヒ修道院は1644年にシュヴェービッシュ・グミュントに創設されたが、カプチン会は聖ザルヴァトール教会で礼拝を行っていた。市壁の外では、1240年頃にはすでにドミニコ会ゴッテスツェル女子修道院が建設され、初めはエスリンゲンの、1294年からはグミュントのドミニコ会に属した。
数多くの修道院は、この街がヴュルテンベルク領に移行したことで、1802年から1810年に廃止された。修道院の建物は、一部が世俗化された。ドミニコ会教会は厩舎に、ゴッテスツェルは改築されて牢獄として利用された。フランシスコ会修道院教会は引き続き教会として利用され、1908年に聖フランツィスクス教区教会となった。また、アウグスチノ会修道院教会は福音主義の教区教会となった。聖ヴィンツェンツァ・フォン・パウル慈善姉妹団が1858年にこの街で結成され、1891年9月16日にウンターマルヒタールに移転した。ウンターマルヒタール城はウンターマルヒタール修道院の母の家複合体となった。姉妹団はこの他にシュヴェービッシュ・グミュントのいくつかの施設を所有している。
1931年にフランシスコ会「永遠の賛美」女子修道院が設立され、シュヴェービッシュ・グミュントに女子修道院が再び設立され、1997年から2000年まで新しい修道院が建設された。

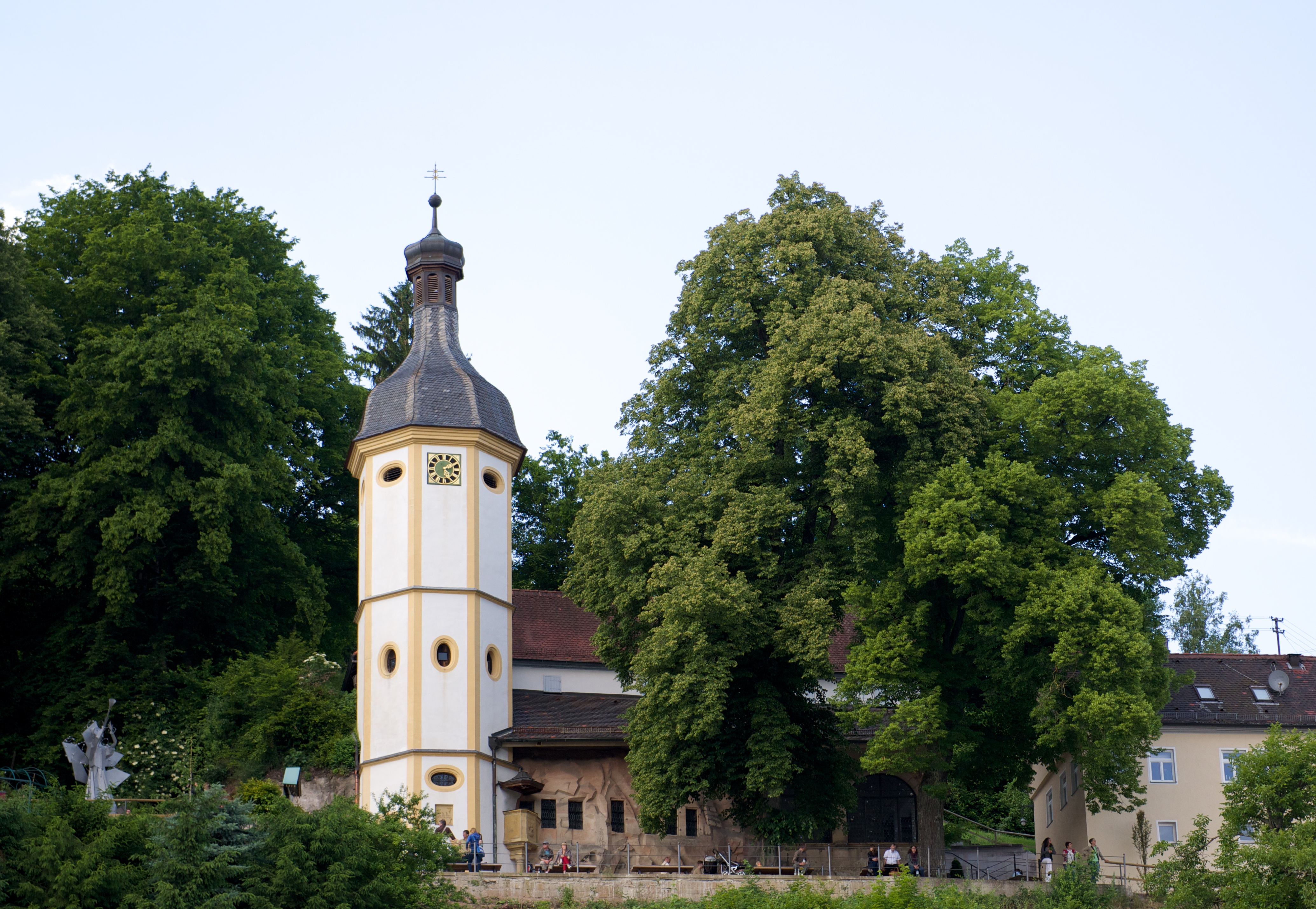
聖ザルヴァトール巡礼教会

### 巡礼地
現在、シュヴェービッシュ・グミュント市内には3つの巡礼地がある。旧市街の外れのネッパーベルクには聖ザルヴァトール巡礼教会、カイザーベルク・レヒベルクには聖マリア巡礼教会がある。後者はレヒベルク伯によって建設されたレヒベルク伯の巡礼地でもあった。両巡礼地には十字架の径が通っている。ベットリンゲンのオッティリーエン教会も巡礼地ではあるが、それほど重要ではない。
市境を越えた隣町のラウターシュタイン側、ヴァイラー近郊の山中に聖ベルンハルドゥス巡礼礼拝堂があり、主にグミュント市民が参詣に訪れる。

### 現在の状況
カトリックの聖十字架教会、聖ミヒャエル教会、聖フランツィスクス教会、聖ピウス礼拝所、聖ペトルスおよびパウルス礼拝所およびイタリア語、クロアチア語、ポーランド語を母語とする各教会がオストアルプ首席司祭区の第17司牧会「シュヴェービッシュ・グミュント＝ミッテ」を形成している。この首席司祭区は、旧アーレン、エルヴァンゲン、ネーレスハイムおよびシュヴェービッシュ・グミュント首席司祭区で形成されており、1821年から新たに設けられたロッテンブルク司教区（現在のロッテンブルク＝シュトゥットガルト司教区）に属している。グミュントの青年教会は、2005年から2016年までマルクト広場のヨハニス教会に入居していたが、現在はキリスト復活教会で礼拝を行っている。当初は、カトリック教会、福音主義教会の共同事業で、初めてのエキュメニズムの青年教会であったが、現在はカトリックの教義に従っている。
シュヴェービッシュ・グミュントのほとんどの市区は、宗教改革後もカトリックの信仰を保持した。当時帝国都市グミュントに属していた地域も、レヒベルク家に属していた地域も宗教改革を拒絶した。このため、ここではカトリックの教会組織、教会堂が形成された。現在では、シュヴェービッシュ・グミュント市外の町村の一部を含めて様々な司牧会が結成されている。すべての教会や司牧会はロッテンブルク＝シュトゥットガルト司教区オストアルプ首席司祭区のシュヴェービッシュ・グミュント管区に属している。
市域南部のホーエンレヒベルク聖マリア教会とシュトラスドルフ聖キリアクス教会（ヴァルトシュテッテン聖ラウレンティウス教会、ヴィスドルディンゲン洗礼者聖ヨハネ教会を含む）は第18司牧会「ウンテラー・ホーエンレヒベルク」を形成している。第19司牧会「ウンテラー・ベルンハルドゥス」はバルガウ聖ヤーコブス教会、ベットリンゲン聖キリアクス教会、ヴァイラー・イン・デン・ベルゲン聖ミヒャエル教会（デーゲンフェルトの支教会マリエ・ナーメンを含む）を包含しており、シュヴェービッシュ・グミュント＝ミッテの他では唯一のグミュント地区に存在する司牧会である。市域東部の教会ヘルリコーフェン聖アルバヌス教会とフッセンホーフェン聖レオンハルト教会は、イギンゲンの聖マルティヌス教会とともに第21司牧会「アム・リーメス」を形成している。第24司牧会「リーメスヘーエ」は、ムートランゲン聖ゲオルク教会（リンデンバッハ聖霊教会を含む）、ヴェッツガウ＝レーネンホーフ聖マリア教会（ヴェッツガウの聖コロマン教会とレーネンホーフのマリア・ケーニギン教会を含む）、グロースダインバッハのクリストゥス・ケーニヒ教会からなる。
4つの福音主義教会（アウグスティヌス教会、平和教会、マルティン＝ルター教会、ヴェストシュタット教会）は現在、1969年に創設されたフッセンホーフェンのヨハネス教会とともにシュヴェービッシュ・グミュント福音主義総合教会を形成している。デーゲンフェルト、グロースダインバッハ、リンダッハの各地区では宗教改革が行われ、それぞれに福音主義教会および教会堂がある。デーゲンフェルトの教会には、1967年建造の固有の福音主義教会堂を持つウンターベットリンゲンやヴァイラー・イン・デン・ベルゲンも含まれる。グロースダインバッハ教区は1897年に創設された。それ以前はロルヒの支教会であった。バルガウの福音主義住民は隣のホイバッハの教会に、レヒベルクとシュトラスドルフの福音主義住民はヴァルトシュテッテンの教会に属している。グミュントしないに存在する上記すべての福音主義教会は、シュヴェービッシュ・グミュント教会管区に属している。この他シュヴェービッシュ・グミュントには、古敬虔主義教会がある。古敬虔主義教会連合は、レーネンホーフ地区に会議場兼保養所シェーンブリックを有している。
カトリック、福音主義の両教会の他に、シュヴェービッシュ・グミュントには自由教会も存在する。福音主義メソジスト教会、福音キリスト教会、新使徒派教会、エホバの証人などである。市区部にはたとえば、バプテストなども存在する。
多くのムスリムは、20世紀に最初の出稼ぎ労働者が到着して以後、移民としてシュヴェービッシュ・グミュントに到来した。現在シュヴェービッシュ・グミュントには、モスクを有する3つのイスラム教組織が存在する。グミュントのモスクで最大のものは、2011年から2014年に建設された。このモスクには約千人の信者を収容する祈祷所の他に、教団センターがあり、レムスタール最大のモスクである。

## 行政

### 行政共同体
シュヴェービッシュ・グミュントは、隣接する町村ヴァルトシュテッテンとともに行政共同体を形成している。

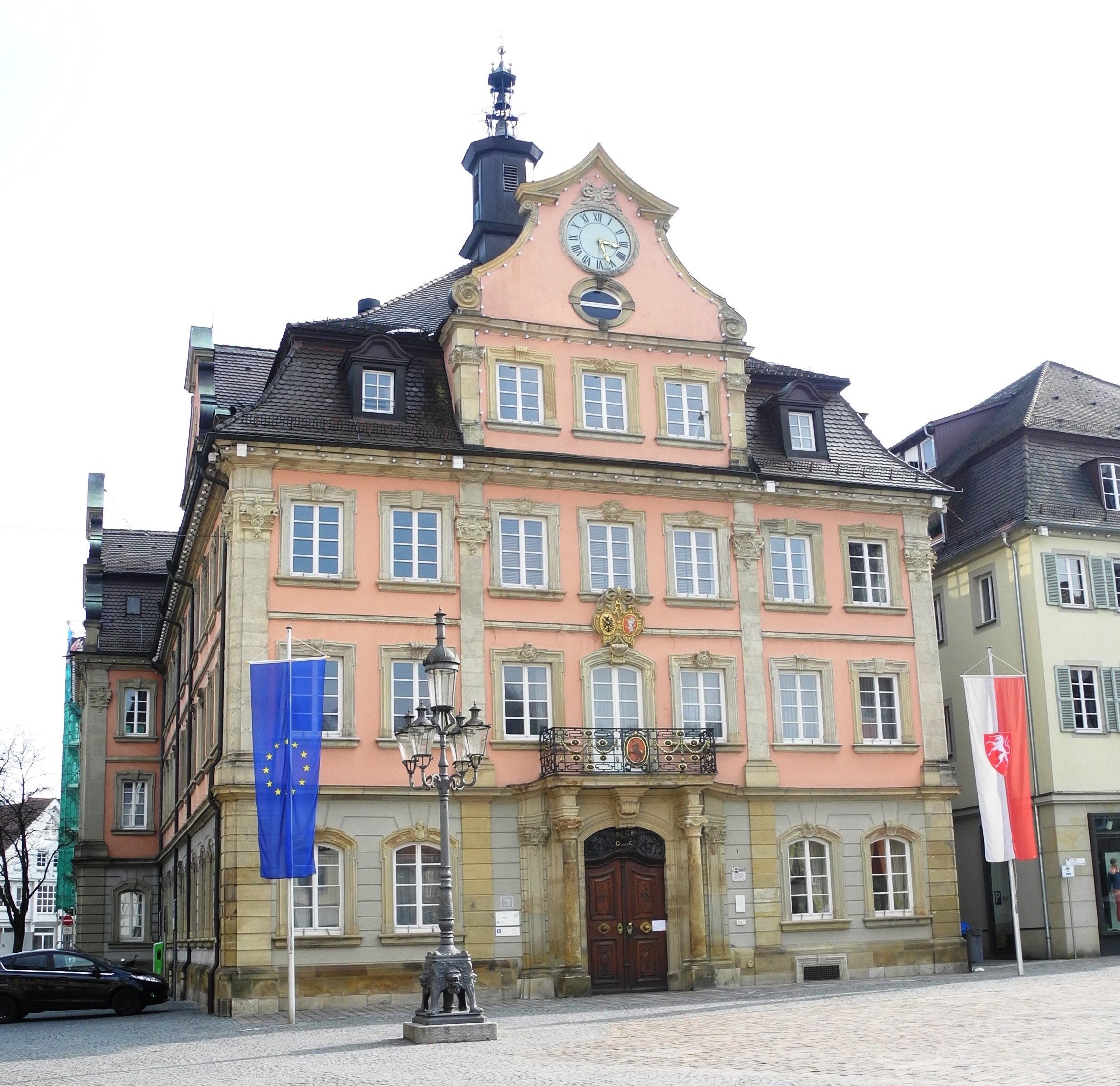
シュヴェービッシュ・グミュントの市庁舎

### 市議会
シュヴェービッシュ・グミュントの市議会は48議席からなる。議員の任期は5年である。
2001年からは青年議会も存在する。2014年現在の議席数は28である。14人が自由選挙で選出され、別の14人が学生リストから選ばれる。

### 市のトップ
帝国都市時代、市長はツンフトから選出された。カール5世の改革後、1551年から1802年まで市のトップは終身制の市長 (Bürgermeister) であった。当時は3人の市長が同時に選出され、4か月ごとに交替で執務した。シュヴェービッシュ・グミュントがヴュルテンベルク領となった後、1802年にヴュルテンベルクの都市法が適用され、1人の市長が市のトップとなる時代が始まった。1819年から市のトップは Stadtschultheiß として改組された。その後19世紀半ばからヴュルテンベルク王によって上級市長 (Oberbürgermeister) が指名されることが多くなった。王政の終焉後、市のトップの称号は上級市長が採用された。
上級市長は、選挙権を有する市民によって8年ごとに直接選挙で選出される。市議会議員とともに市議会を形成し、地方自治体の政治案件を議決する。市議会議員は市民の代理人として判定を下す。上級市長は、市のトップとしての代表者であり、市の法的代表者であり、市議会の議長であり、市行政の指導者である。彼の代行者は、公的には「Erster Bürgermeister」と呼ばれる第1副市長および「Bürgermeister」と呼ばれるその他の副市長が務める。
2017年現在の上級市長はリヒャルト・アルノルト (CDU) である。彼は2009年に前任者のヴォルフガング・ライディヒ (SPD) から職務を引き継いだ。アルノルトは2017年5月の選挙で再選された。

### 選挙区
本市は、連邦議会選挙では第269バックナング＝シュヴェービッシュ・グミュント選挙区に属している。これはおおむね旧シュヴェービッシュ・グミュント郡と旧バックナング郡にあたる。この選挙区では、1965年に第175選挙区としてこれが成立して以来 CDU が勝利している。
バーデン＝ヴュルテンベルク州の州議会選挙では、シュヴェービッシュ・グミュントは同名の第25選挙区に属している。この選挙区では、やはり1976年の創設以来 CDU が勝利している。

### 紋章と旗
図柄: 赤地に、直立した4つの尾を持つ銀のユニコーン。市の旗は白 - 赤である。ユニコーンは13世紀にはすでに市の印章に描かれていた。

### 姉妹都市
シュヴェービッシュ・グミュントは以下の都市と姉妹都市関係にある:
- バーンズリー（イギリス、サウス・ヨークシャー）1971年
- アンティーブ（フランス、アルプ＝マリティーム県）1976年
- ベスレヘム（アメリカ合衆国、ペンシルベニア州）1991年
- セーケシュフェヘールヴァール（ハンガリー、フェイェール県）1991年
- ファエンツァ（イタリア、エミリア＝ロマーニャ州）2001年

### 援助・支援関係
1953年7月30日、市議会は、ブルノ市から追放された人々に対する援助・支援を満場一致で決議した。1950年5月27日にはすでにシュヴェービッシュ・グミュントでブルノ郷土同盟「ブルナ」が創設されていた。当時シュヴェービッシュ・グミュントの被追放者の比率は 30.8 % に及んでいた。援助・支援関係成立後、市はヴァルトシュテッター橋の楼門にブルノ郷土協会がその協会活動に利用できるようブルノ室を設けた。1954年にブルノ郷土博物館が設立された。博物館は1973年から聖職者の部屋に入居した。この博物館は、文書、衣装、写真、絵画、線描やブルノの芸術家の作品といった形でブルノ市の歴史を展示している。文書館や専門図書館が郷土博物館に接続している。
2010年にブルノ室とブルノ郷土博物館は、市立博物館に統合された。
墓地の一画にある彫刻がブルノの黒い聖母を想起させる。
三位一体墓地のオストラント十字架や同郷会の紋章を掲げた記念碑は、旧ドイツ東部領土から追放されたすべての人々を思い起こさせる。

## 文化と見所

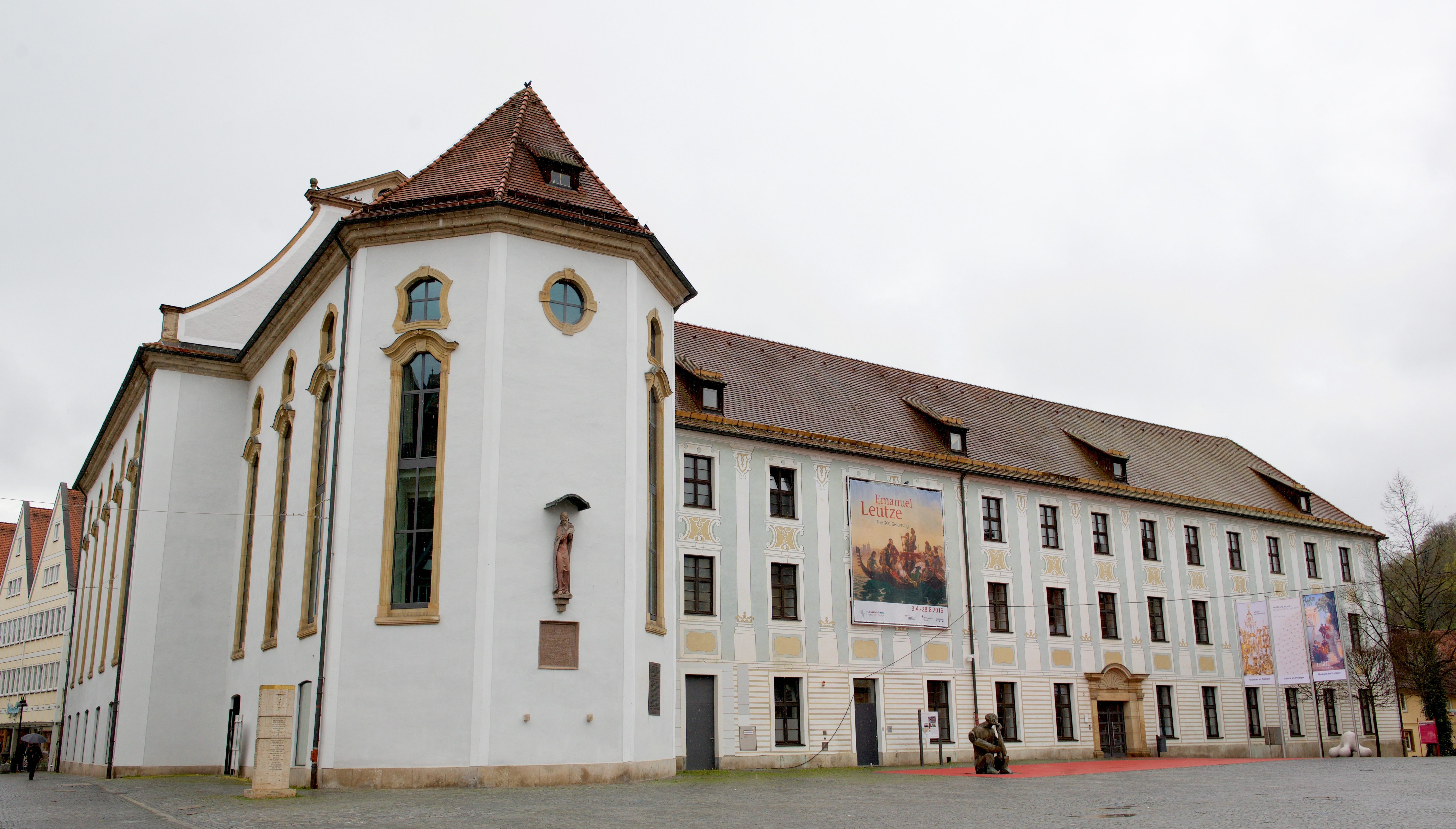
プレディガー文化センター（旧ドミニコ会修道院)

シュヴェービッシュ・グミュントは、きわめて数多くの歴史的建造物を含む良く保存された旧市街を有している。世俗建築の他に、教会や修道院の建物が旧市街の風景を決定づけている。

### 演劇
シュタットガルテン会議センターやプレディガー文化センター、時には旧市街の公共広場で行われる様々な国内外の劇団による客演の他、シュヴェービッシュ・グミュント演劇工房の公演がシュピタールで開催されている。

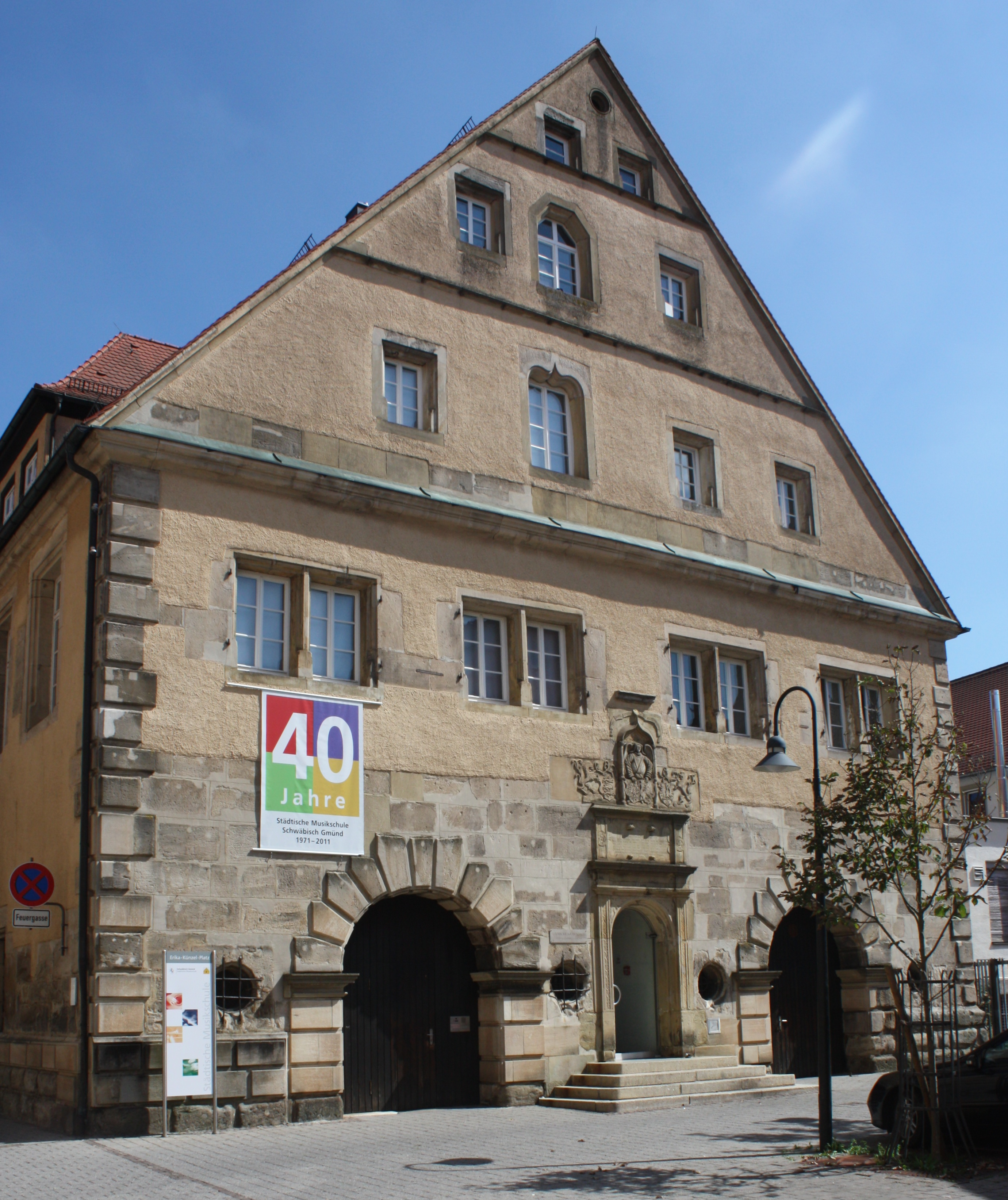
シュヴェービッシュ・グミュント市立音楽学校（シュマルツグルーベ）

シュヴェービッシュ・グミュントでは3年ごとに国際影絵芝居フェスティバルが開催される。市当局とシュヴェービッシュ・グミュントを本拠地とする国際影絵芝居センターが主催するこのフェスティバルは、集結した芸術家にとって、新たな発展にむけての意見交換の場でもあり、オープンワークショップなどの企画イベントも開催される。

### 音楽
シュヴェービッシュ・グミュントでは、地区ごとに多く合唱団や音楽クラブがあり、充実した音楽生活を楽しむことができる。この他にセミプロフェッショナルのオーケストラ「シュヴェービッシュ・グミュント・フィルハーモニー」があり、バロックから20世紀までのオーケストラ作品を年に2 - 3回演奏している。「シュヴェービッシュ・グミュント・モテットコーラス」、「シュヴェービッシュ・グミュント・フィルハーモニー合唱団」、「コレギウム・ヴォカーレ・シュヴェービッシュ・グミュント」が定期的に大規模な合唱作品を演奏し、本市で行われるヨーロッパ教会音楽フェスティバルに毎年交替で参加している。現在活動している14の音楽クラブは、利益団体「シュヴェービッシュ・グミュント音楽および合唱都市連盟」を結成しており、ロビー活動の他にコンサートやその他の公演を組織している。
市の若年音楽教育は18世紀に遡る。1745年、市のカントルや教師は「貧しい子供に無料で音楽を教える」ことが決定された。このために1780年に「歌とヴァイオリンの学校」としてグミュント音楽学校が設立され、子供の他に女性も学ぶことができた。現在シュマルツグルーベにその本部がある。
若者文化の面では、2003年から複数日続く「アビ＝パーティー＝グロースフェアアンシュタルトゥング」がその中心となった。パンク指向の若者は「エスペランツァ」に集まる。メインストリーム愛好者は「ユナイテッド」やクラブ「シュラハトホーフ・シュヴェービッシュ・グミュント」に集まるが、ライブ演奏は希である。エレクトロニック・ダンス・ミュージックの分野については、シュヴェービッシュ・グミュントでもこのジャンルの音楽制作はなされているのだが、週末になるとシュトゥットガルトへ向かう人々が見られる。

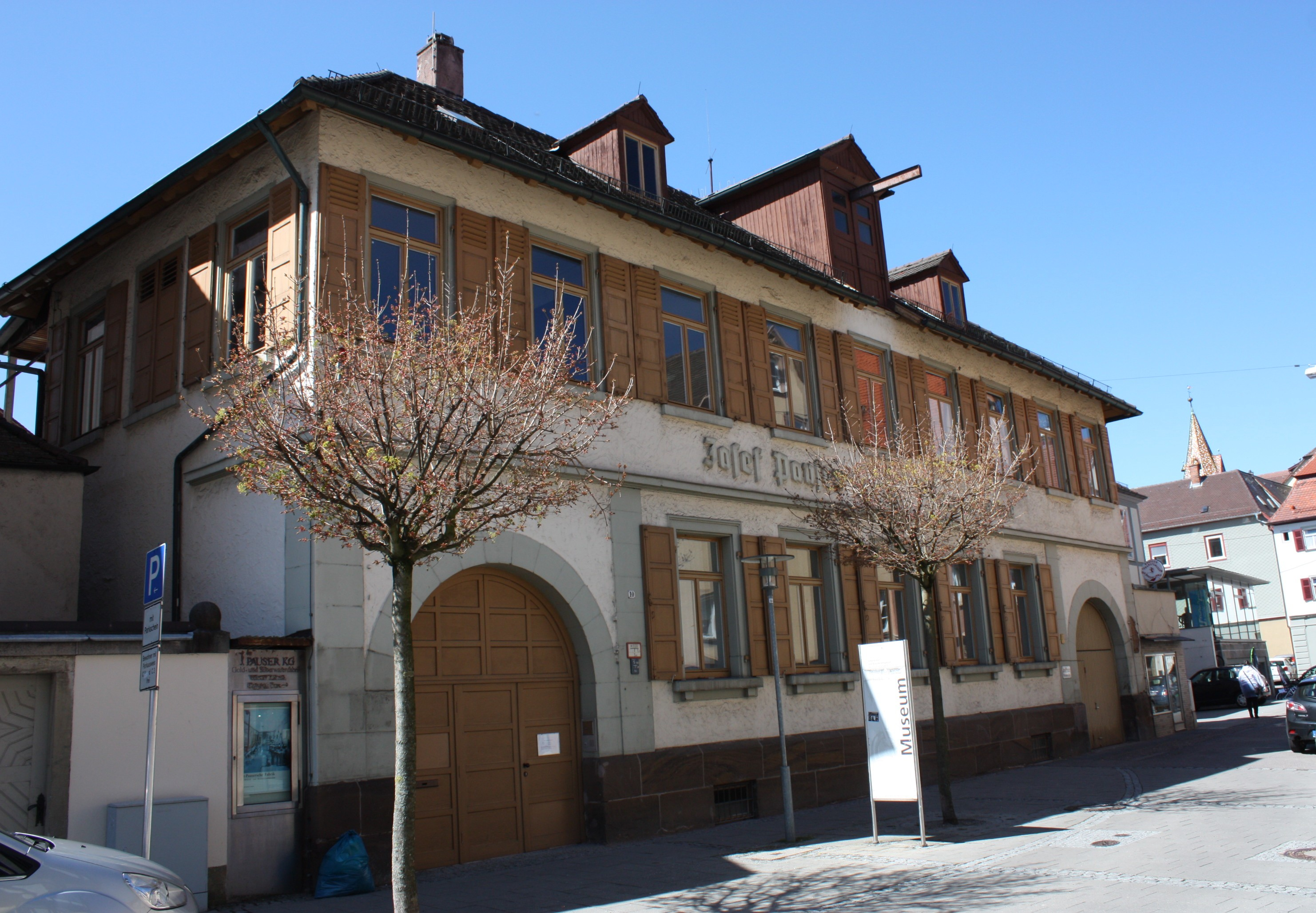
旧オットー＝パウザーシェ社。現在の銀製品博物館

### 博物館・美術館
ムゼウム・イム・プレディガー（プレディガーの博物館）は1876年に工芸博物館として創設され、1973年から旧ドミニコ会修道院、現在のヨハニス広場のプレディガー文化センターに入居している。この博物館は南西ドイツ地方で最も古い博物館の一つであり、市の美術・工芸品、グミュント聖堂の宝物の多く、都市の歴史を展示しており、入れ替え展示もある。プレディガーには1994年から入れ替え展示のあるガレリー・イム・プレディガー（プレディガーのギャラリー）も入居している。
内市街にあるもう一つの博物館が、ミルヒゲスレ 10番地にあるオットー＝パウザーシェ社の銀製品博物館である。かつてシュヴェービッシュ・グミュントの主要な産業分野であり、現在もこの街で稼働している。銀製品・宝石の博物館に場所を提供しているのは、かつての銀製品工場である。この博物館の特殊な点は、展示品の大部分が現在も商品目録に掲載されている点である。
マルクト広場 7番地の「グレート」には、2016年からシュヴェービッシュ・グミュント・パノラマミュージアムがある。ここには、シュタウフェン伝説のパノラマやハンス・クロスによる街の歴史を主題とした大型絵画が展示されている。

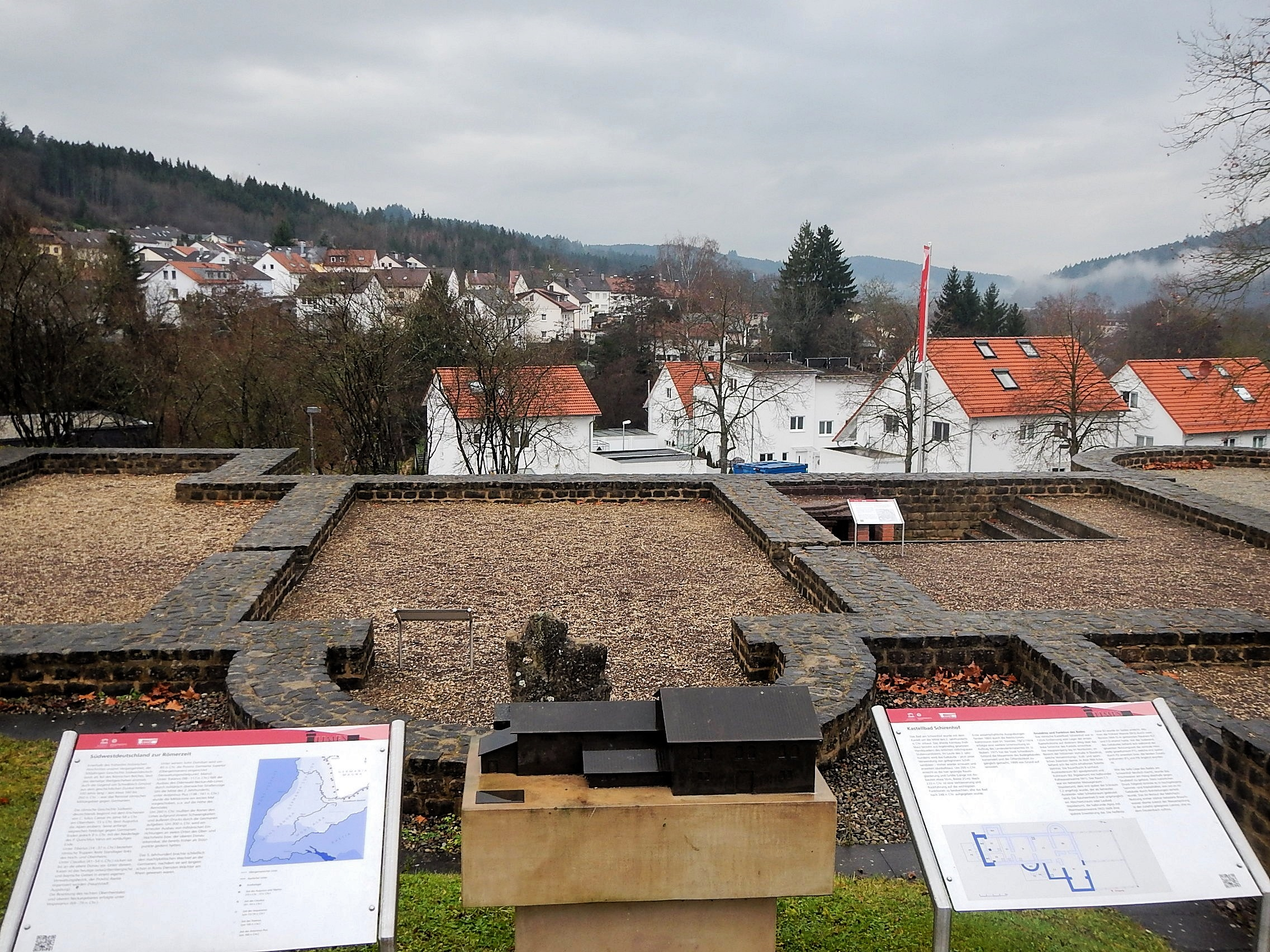
シレンホーフ城趾。手前の黒い模型は、城砦の復元模型。

### ローマ城砦
ヴェストシュタットにおけるシレンホーフ城の発掘により、エドゥアルト・フォン・カレーはこの遺跡がレティシャー・リーメスを防衛するためのローマ時代の城砦であると判断した。この城は2005年にユネスコ世界遺産に登録された。城砦の約 100 m 西の断崖の上に、贅沢な暖房装置を備えた城砦浴場跡が見られる。グミュントにはこの他に3つの小さな城砦があった。ヴェストシュタットのレムス鉄道沿いにある小城フライミューレ城も城砦浴場を有しており、ローマ帝国のゲルマニア・スペリオル（オーバーゲルマニア）とラエティア（レティエン）との属州の境界に位置していた。クラインダインバッハの小城は同名の市区にある。ヒンテーレ・オルタルデの小城は、シースタールの、ロベルト・ボッシュ・アオートモーティヴ・ステアーリング（旧 ZF-レンクシステーメ）第2工場の近くにある。

### 教会と修道院

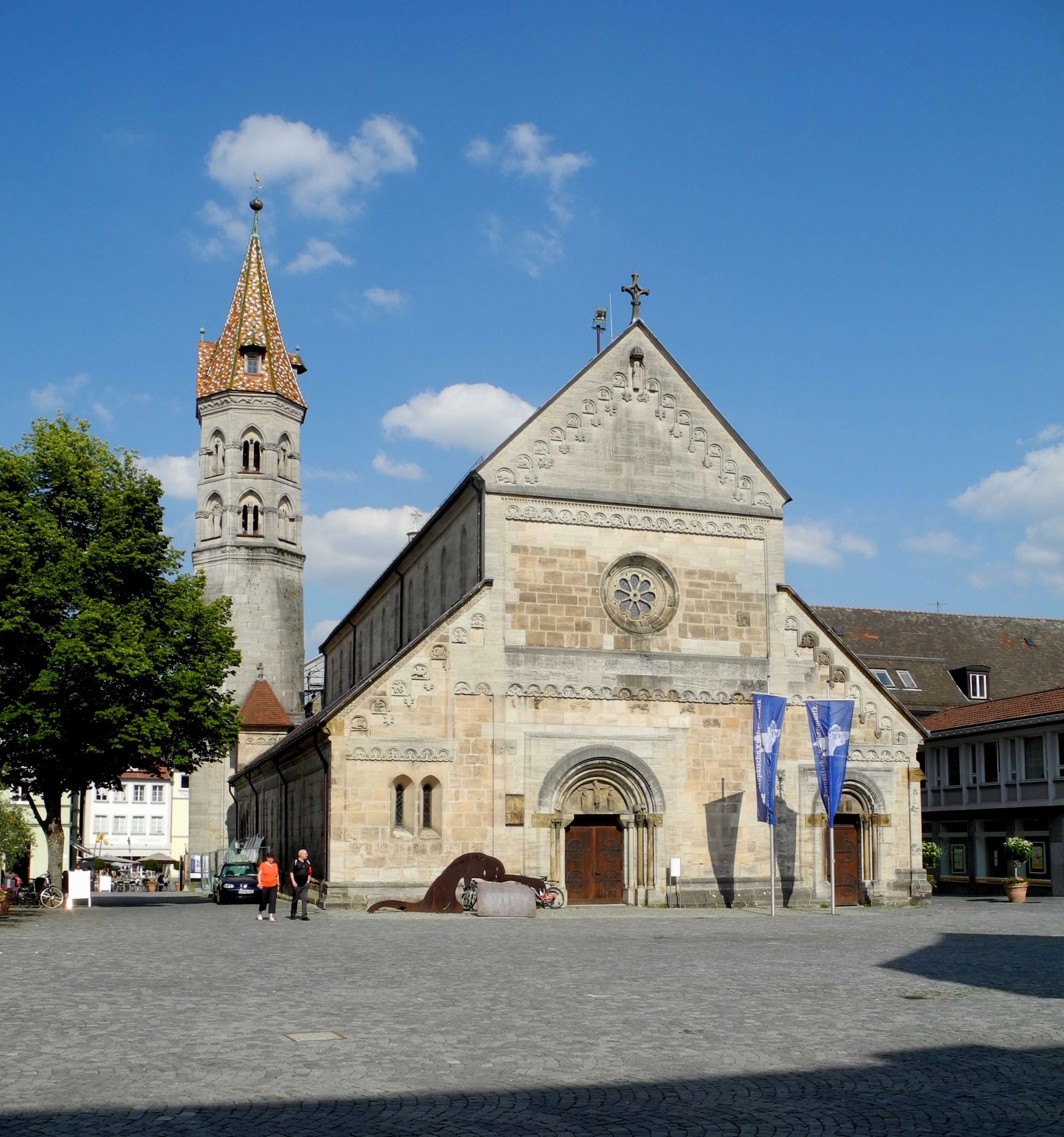
ヨハニス教会

シュヴェービッシュ・グミュントの象徴的建造物の一つが聖十字架聖堂である。この聖堂は14世紀に建築家一家パルラー家出身のハインリヒ・パルラーによってゴシック様式で設計された。この南ドイツ最大のハレンキルヒェは、特にその大きさのために都市景観を決定づけている。1803年までは修道院教会だったこの聖堂には、バロック様式の聖堂石工組合会館、聖堂司祭館、ロココ様式の参事会館といった聖堂広場の建造物が付属している。聖堂広場で特に注意すべきは、教会や1693年製のマリアの柱や聖堂の鐘楼である。1497年に聖堂の塔が崩壊した後、ロマネスク様式の住居が鐘楼に改築された。同じく聖堂広場には旧アウグスチノ会修道院がある。この建物には大きな都市貴族の館デプラー邸が付属しており、現在はシュヴェービッシュ・グミュント税務署が入居している。バロック様式に改築されたアウグスチノ教会は、福音主義の都市教区教会として利用されている。
この他の人気の撮影スポットおよび象徴的建造物には、1225年に最初の記録が遺るロマネスク様式のヨハニス教会がある。この教会にはロマネスク様式の鐘楼が付属しており、この建築様式の代表となっている。この塔は建設時に小さな工事ミスがあり、このため塔は約 1 m 傾いている。創建説話によれば、アグネス・フォン・ヴァイプリンゲンが再婚への感謝の徴としてこの教会を建設したとされている。ヨハニス教会の近くに旧ドミニコ会修道院「プレディガー」があり、文化センターとして利用されている。旧フランシスコ会修道院は、カトリックの管理・教団センターとして利用されている。これに付属する修道院教会、現在のカトリック聖フランツィスクス教区教会は、ツインマーマンの主祭壇やヴァンネンマッヒャーのフレスコで知られている。ヴァンネンマッヒャーはこの他に14世紀に建造された旧ジーヒェンシュピタールの聖カタリーナ礼拝堂の壁画を描き、マルクト広場のモーレン薬局のファサードを制作した。
旧市街の高台の上にネッパーシュタインの聖ザルヴァトール巡礼地がある。この巡礼地は、十字架の径、礼拝堂、教会からなっており、1616年から建設が行われた。
旧市街のやや外れに位置する旧ゴッテスツェル修道院は、世俗化後に刑務所として利用され、現在は女性刑務所となっている。この旧修道院の受胎告知修道院教会は、施設内教会として利用されており、このため一般の立ち入りはほとんど不可能である。
この他の教会堂や礼拝堂としては、1345年の記録が遺り、何度もの曲折を経たレオンハルツ墓地の聖レオンハルツ教会、1622年に建造され1791年に増築されたヘルゴッツルー礼拝堂、1677年/78年にヘルゴッツルー礼拝堂に倣って建設されたヨーゼフ礼拝堂、都市貴族一門のデプラー家によって創設された三位一体礼拝堂がある。新しい教会としては、ハルト＝ジートルングの聖ペーターおよびパウル教会（1958年建造）、聖ミヒャエル教会（1968年建造）、聖ピウス教会（1967年）および福音主義の平和教会（1961年建造）がある。

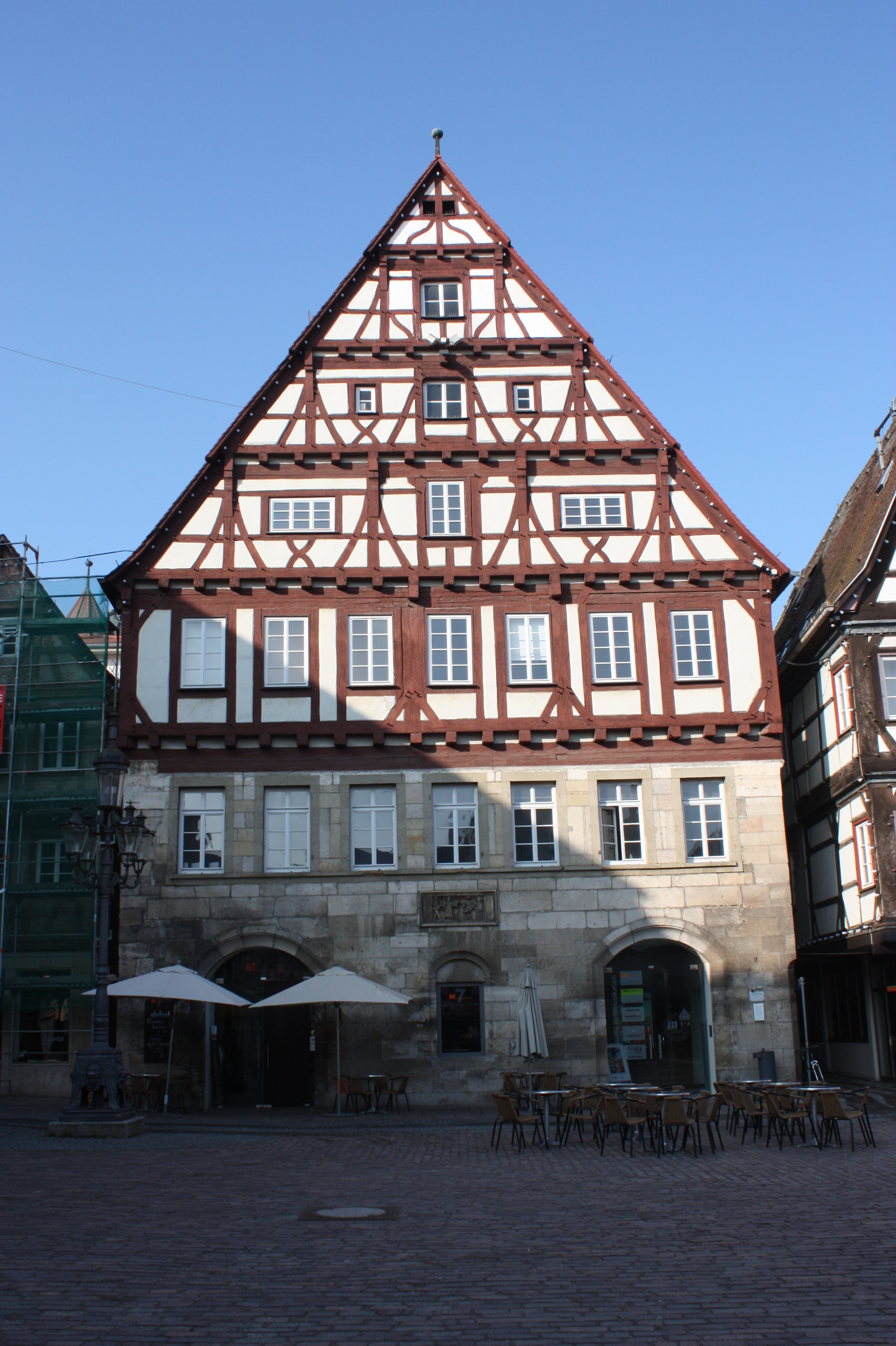
グレート

- 聖堂参事会館
- マリアの柱
- 鐘楼
- デプラー邸
- アウグスチノ教会の内部
- 聖フランツィスクス教会の主祭壇
- 聖ザルヴァトール巡礼地
- 旧ゴッテスツェル受胎告知修道院教会
- 聖レオンハルツ教会
- ヘルゴッツルー礼拝堂
- ヨーゼフ礼拝堂
- 三位一体礼拝堂
- ハルトの聖ペーターおよびパウル教会
- 聖ミヒャエル教会

### その他の建築
教会建築の他に、多くの世俗建築も旧市街を特徴付けている。特に重要なのは、歴史的なマルクト広場である。マルクト広場で最も古い建物の一つが「グレート」である。この大規模な木組み建築はかつて市庁舎、市長公邸、百貨店として利用された。1760年建造の新市庁舎は貴族の邸宅で、1783年から85年に都市建設監督官ヨハン・ミヒャエル・ケーらによって市庁舎に改築された。マルクト広場と別の側には中世の大きな官庁で、現在は市立図書館として利用されている「旧聖霊病院」（シュピタール）がある。この建物には現在、官庁の他に老人ホームが入居しており病院中庭の中世のシュピタールミューレ（病院の水車）も稼働している。マルクト広場には1686年建造の、輝く冠を着けた聖母の像を持つ「マリアの泉」もある。この泉の1776年製の水槽にはグミュントの都市貴族十家の紋章が刻まれている。グレートやシュピタールの役所棟以外の優れた木組み建築としては、1507年に帝国都市の果物販売所として建設されたコルンハウス広場の穀物庫や、旧市街東部のレヒベルクの倉庫がある。この街のルネサンス建築で最後まで保存されているのが、旧フランシスコ会修道院の隣にあるシュヴール・ウント・マギストラーツハウスである。この建物は現在音楽学校として使われている。フッゲライは中世にそのルーツを持つが、大部分は1985年の火災後に再建されたものである。
市の防衛施設も一部が現存している。市壁自体は内壁も外壁も例外を除いて破壊されたが、外壁の23本の塔の内6本が遺されている。日を決めて公開されている南のケーニヒス塔、2003年まで人が住んでいた西のフュンフクノプフ塔、ボーイスカウトが利用している北のファウル塔、以下は旧市街の東側にある3本の塔、公開されているシュミート塔、学生青年会が利用しているヴァッサー塔、リンダーバッヒャートール塔である。

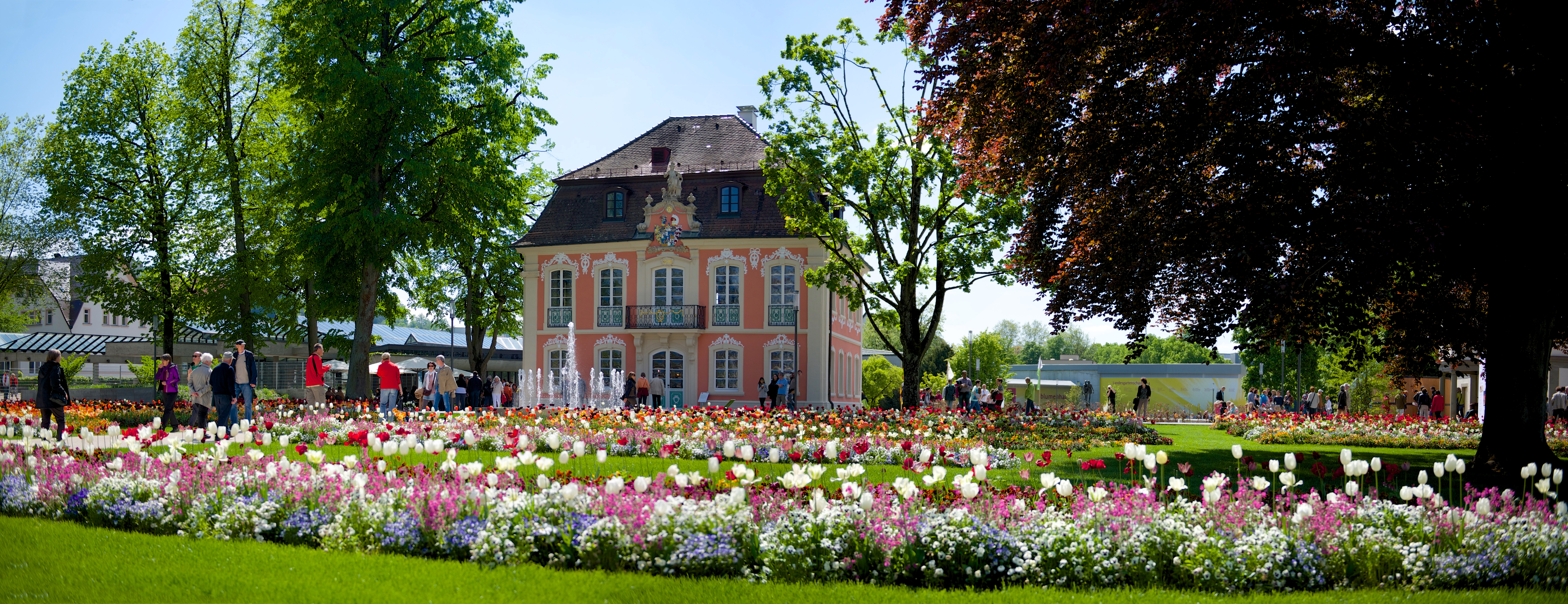
州立庭園博・シュヴェービッシュ・グミュント時のロココ様式の小城とシュタットガルテン

- シュピタール
- シュピタールミューレ
- マリアの泉
- コルンハウス
- レヒベルクの倉庫
- シュヴェービッシュ・グミュントのフッゲライ
- ケーニヒス塔
- フュンフクノプフ塔
- ファウル塔
- シュミート塔
- ヴァッサー塔
- リンダーバッヒャー塔

### 公園
シュヴェービッシュ・グミュントには、数多くの小さな緑地施設と2つの大きな公園が存在する。旧市街の北西にある「シュタットガルテン」（市立庭園）は、1780年にロココ様式の小さな城を持つ遊歩庭園としてエドレン・フォン・プファイルハルデンによって造営された庭園で、1898年からシュヴェービッシュ・グミュント市の所有となっている。シュタットガルテン内にはシュタットガルテン・シュヴェービッシュ・グミュント会議センター (CCS) がある。もう一つの大きな緑地が「グラーベンアレー」である。この公園は、堀として設けられたヨーゼフバッハ沿いに伸びている。アーレン市での州立庭園博2014開催に伴って、この緑地施設は大規模な改造と拡張がなされた。これにより、都市計画上の大きな変更が行われた。

### スポーツと余暇

#### スポーツ施設

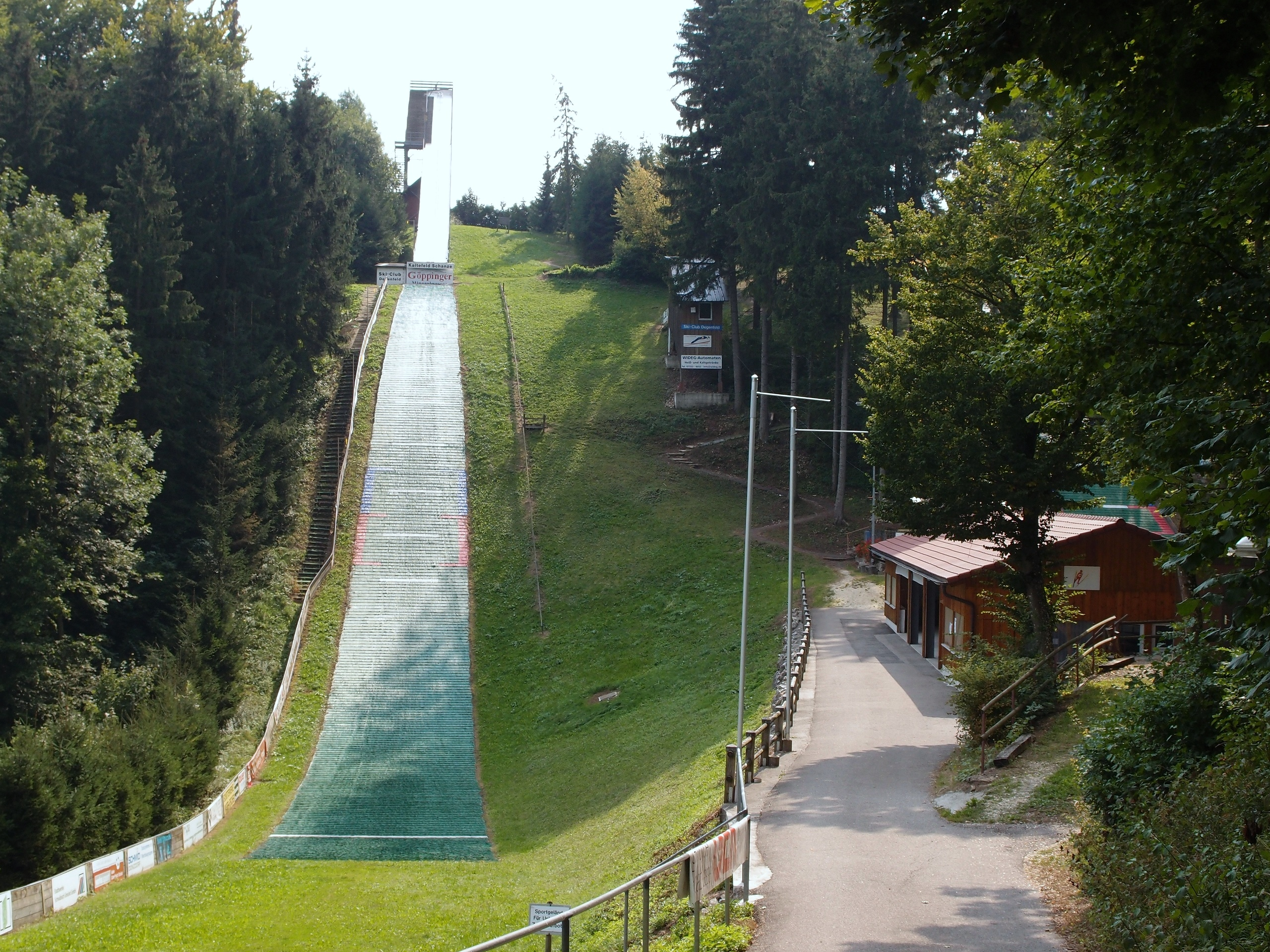
デーゲンフェルトのスキージャンプ台

シュヴェービッシュ・グミュント市および各クラブは、市内に様々な運動場や体育館を有している。内市街の西端にスポーツセンターがあり、屋内プール、大きな体育館、天然芝グラウンド、人工芝グラウンド、陸上競技場がある。
シースタールには、湖と大きな屋外プールがある。これは2011年までは「グミュンダー屋外プール」あるいは日常語では「シースタールバート」と呼ばれていた。1951年にバッド・スペンサーは本名のカルロ・ペデルソーリとしてこの屋外プールで行われた国際水泳競技会に出場し、100 m のレースで優勝した。このため市議会は、このプールをバッド・スペンサーにちなんだ名称に改名することを決定した。屋外プールはもう一つ、ベットリンゲン地区にある。
バッド＝スペンサー＝プールのすぐ隣に、TV シュヴェービッシュ・グミュントの14面のクレーコートを持つテニス場がある。
市内には、ホルンベルクのグライダー場があり、シュヴェービッシュ・グミュント飛行グループ e.V. が利用している。
デーゲンフェルト地区には、地元のスキージャンプクラブのための施設があり、シュヴァーベン・スキー連盟の拠点となっている。また、多くのスキーリフトがある。
- バッド・スペンサー・プール
- ホルンベルクのグライダー飛行場

#### クラブ

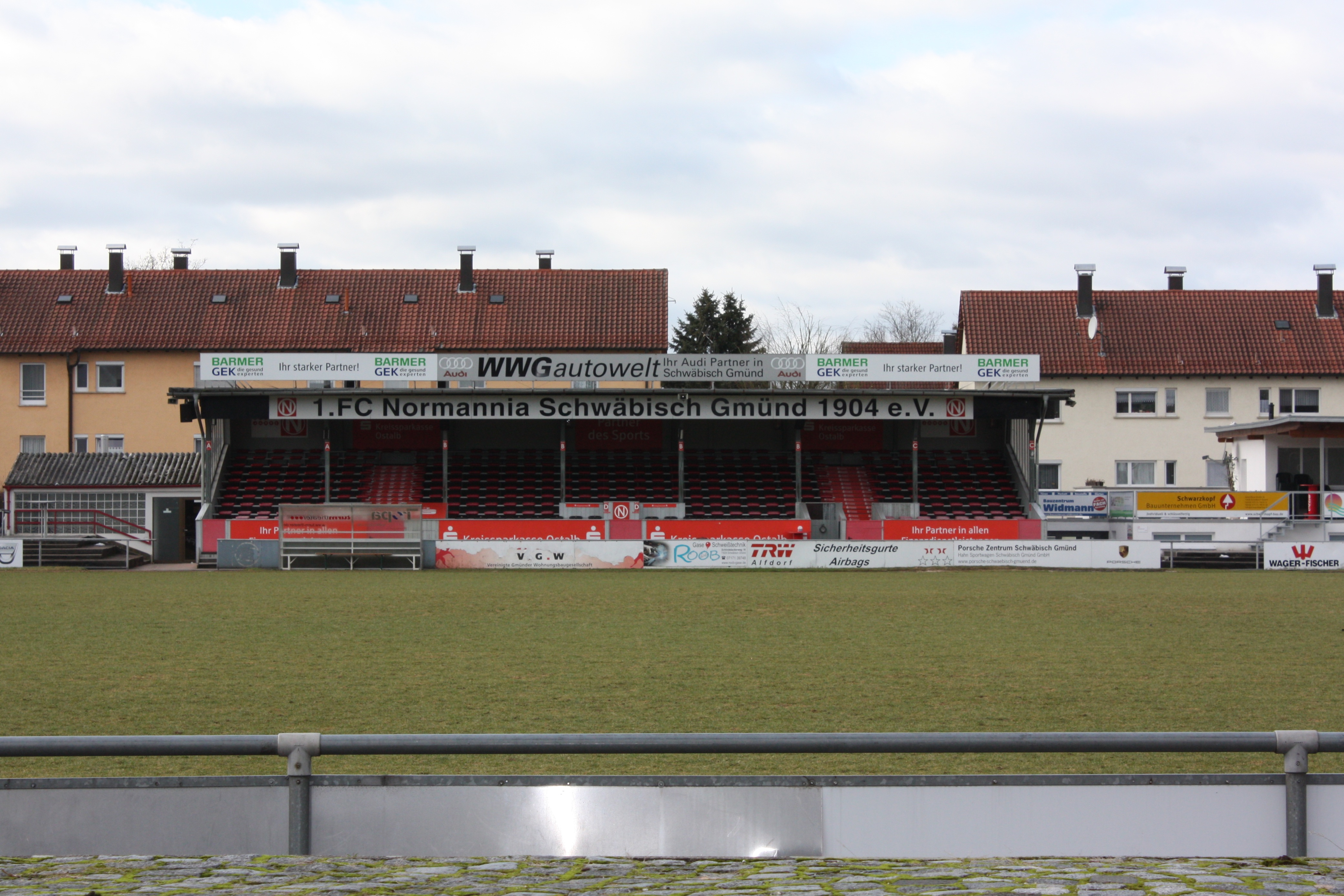
1. FC ノルマニア・グミュントのホームグラウンド「ノルマニア・シュターディオン」

1904年に設立されたサッカークラブ 1. FC ノルマニア・グミュントの男子第1チームは6番目のリーグにあたるフェアバンツリーガ・ヴュルテンベルクでプレイしている。このチームは2012年にこのリーグに降格した。それ以前は2004年から5番目のリーグにあたるオーバーリーガ・バーデン＝ヴュルテンベルクに参加していた。このクラブのサイクルサッカー部門は何度もドイツチャンピオンになっている。
シュヴェービッシュ・グミュントでは、ハンドボールが大変人気である。地元クラブは TSB シュヴェービッシュ・グミュントで、その男子第1チームは2014年/14年シーズンからオーバーリーガ・バーデン＝ヴュルテンベルクに参加している。
TV ヴェッツガウは、2013年に体操競技でドイツチャンピオンになった。
DJK シュヴェービッシュ・グミュントの女子バレーボールチームはかつてのレギオナルリーガチームとしてオーバーリーガ・バーデン＝ヴュルテンベルクに参加している。このクラブの女子卓球チームは1970年代にブンデスリーガで活躍した。
シュタウフェン陸上競技クラブ（LG シュタウフェン）は1970年に設立された。このクラブは、大きな陸上競技クラブと地域を超えて戦う力を得るために、TG シュヴェービッシュ・グミュントと TS ゲッピンゲンの陸上競技部門が合併しで成立したものである。やがて LG シュタウフェンは以下の8つのクラブによって支えられている: TSB シュヴェービッシュ・グミュント、ハイデンハイマー・スポーツ連合、SG ベットリンゲン、TV バルガウ、FC バルガウ、TV ボプフィンゲン、TV メグリンゲン、TSV ロルヒ。
この他にシュヴェービッシュ・グミュントで人気のスポーツがテニスである。TV シュヴェービッシュ・グミュントは地元のクラブで、男子第1チームおよび女子第1チームは5番目のリーグであるオーバーリーガに参加しており、男子 55-チームは、4番目のヴュルテンベルクリーガでプレイしている。
シュヴェービッシャー・アルプ協会で最も古い地域グループの1つに数えられるのがシュヴェービッシュ・グミュント地域グループである。

### 年中行事
市街中心部での屋台市場や、シースタール広場での遊園地が開かれる5月市、6月の市祭、教会開基市（やはり市街中心部の屋台市とシースタール広場での遊園地）、12月のクリスマスマーケットといった通常のイベントの他に、シュヴェービッシュ・グミュントは多くの地域的な、あるいは国際的なイベントの開催地である。
「グメンダー・ファスネット」はグミュントのイベントカレンダーに確固として位置を占めている。グメンダー・ファスネットとならんで、謝肉祭の金曜日に行われるパレードがこの街の魅力のピークである。テーマに基づく台車や伝統的なファスネットグループで形成された謝肉祭のパレードには、毎年 6 - 7万人の見物客が訪れる。
2003年から春の日曜日にマルクト広場と聖堂広場で「グミュンダー・プフェルデターク」（グミュントの馬の日）が開催されている。
この他に、1988年から国際影絵フェスティバルが繰り返し開催されている。このイベントには千人を超える観客が訪れ、この種のものとしてはドイツで最も重要なフェスティバルの一つに発展した。
1994年から毎年3月に国際子供映画フェスティバル (KiKiFe) が開催され、国内外の子供・少年少女向け映画から選出された作品が上映され、ワークショップや情報イベントが開催される。
毎年10月末にグミュントの飲食店で音楽イベントシリーズが開催される。およそ40組の様々な音楽ジャンルのバンドが夕方になると飲食店で演奏を行う。
こうした文化イベントの他にシュヴェービッシュ・グミュントではスポーツイベントも定期的に開催されている。最も有名なものがアルプマラソンである。秋に、グミュントをスタートおよびゴールとして 50 km のコースでレースが行われる。
フッセンホーフェン地区では9月にシュトロイブレスフェルトが開催される。

#### 同世代祭
地域に特異的な祭に、1863年から開催されている「同世代祭」がある。これは世界中でグミュントとその周辺地域だけで行われている、同世代の者が同世代仲間 (AGV) を形成して会合を行う伝統的な祭「ヌレン」である。この祭は6月の第2土曜に市祭とともに始まる。最初に40代の祭があり、その後毎週土曜日ごとに、50代、60代、70代、80代と続く。最初にリンデンフィルストから3発大砲発射を合図に、パレードが始まる。パレードにはそれぞれの世代の者が、男性は燕尾服、女性はそれぞれのエレガントな衣装に身を包んで参加する。住民の多くが参加して市の中心部を練り歩く。パレードのピークはマルクト広場のヨハニス教会前で行われる。教会塔の最上階の窓が開かれ、3本のトランペットがアロイスの歌を奏でる。参加した地元の人たちがそれに合わせて歌う。それはシュヴァーベンの倹約や暴徒のことを歌っている。最後の節でAGVメンバーがアロイスに背を向ける。最も小さな同世代仲間がこの祭を主催するのだが、これには上位団体が存在している。最後のパレードは80代の同世代仲間が行う。

#### ヨーロッパ教会音楽フェスティバル
シュヴェービッシュ・グミュントは、「ヨーロッパ教会音楽フェスティバル」で国際的な教会音楽シーンにその名を刻んでいる。1989年から毎年6月と8月に開催されている。1シーズンに15,000人以上の観客が訪れるこのフェスティバルは広く南ドイツ全域にその魅力を発している。プログラムには中世から現代までの音楽レパートリーがならぶ。国際的なアンサンブルの他に、成長が期待される若い才能も客演を行っている。さらに、宗教音楽の作曲やオルガン即興演奏のコンクール、作曲の委嘱・初演が行われる。シュヴェービッシュ・グミュント市は1999年から毎年このフェスティバルで、優れた作曲家や演奏家に対してヨーロッパ教会音楽賞を授与している。

#### 国際グッゲントレッフェン
1983年から毎年2月に国際グッゲントレッフェンが開催されている。グッゲントレッフェンは世界最大のグッゲンムジーク（パレードなどの楽隊音楽）の祭典で、毎年 6 - 10万人が訪れる。ドイツ、オーストリア、リヒテンシュタイン、イギリス、スイスからの、総勢 800 - 1,000人のグッゲン音楽グループが、週末に果てしなく続くイベントに集合し、その腕前を披露しながら街を練り歩く。このイベントは多くの部分が公開されている。土曜日の夕方頃に最大のイベントが始まる。マルクト広場、ヨハニス広場、聖堂広場のステージでそれぞれのグループが演奏を繰り広げる「モンスターコンサート」がこの祭典のクライマックスである。日曜日には、グミュント大体育館での朝のパーティーで演奏が行われる。ここでも各グループはその腕前を証明してみせる。

## 経済と社会資本

### 交通

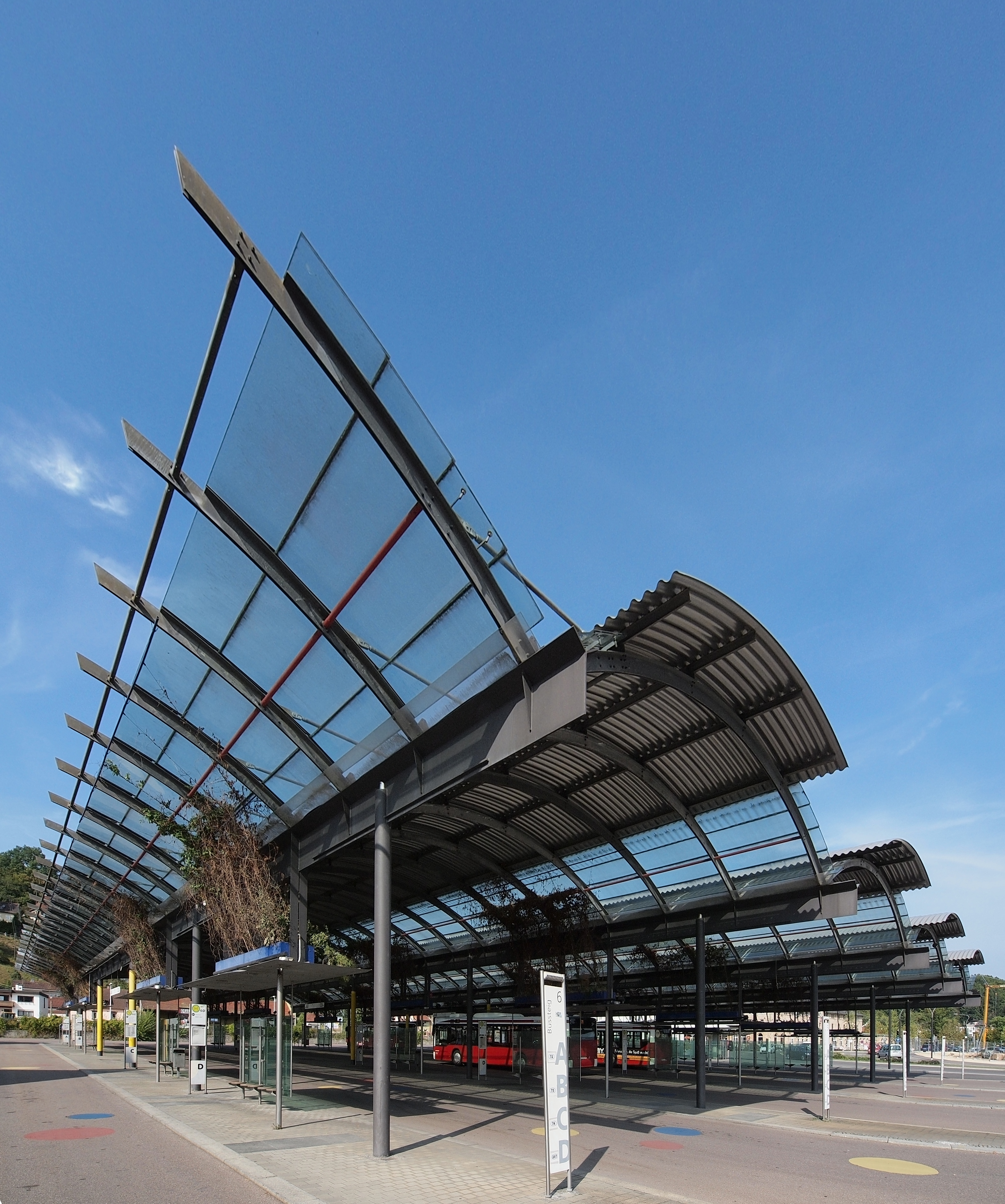
グミュント駅前の中央路線バスステーション (ZOB)

#### 公共旅客交通
11本の市バス路線、11本のファールブス交通連合の地域バス路線、シュトゥットガルト地方バスの1路線が市内の公共旅客交通 (ÖPNV) を 担っている。市バスは年間延べ約 600万人が利用する。ファールブス交通連合は6社のバス運行会社からなる連合体で年間約 150万人を輸送している。シュヴェービッシュ・グミュントの ÖPNV はオストアルプモビール運賃共同体の適用区域内にあり、バスのみならずローカル鉄道にもこの共同体運賃が適用される。鉄道と接続する、バス路線の中心的な乗り換え地点がグミュント駅前の中央路線バスステーション (ZOB) である。グミュントの ÖPNV の運行プランは、一定間隔ではないが、おおよそ 20分に 1本程度運行されている。遠い距離を運行する路線は、1時間から2時間に1本という場合もある。

#### 鉄道

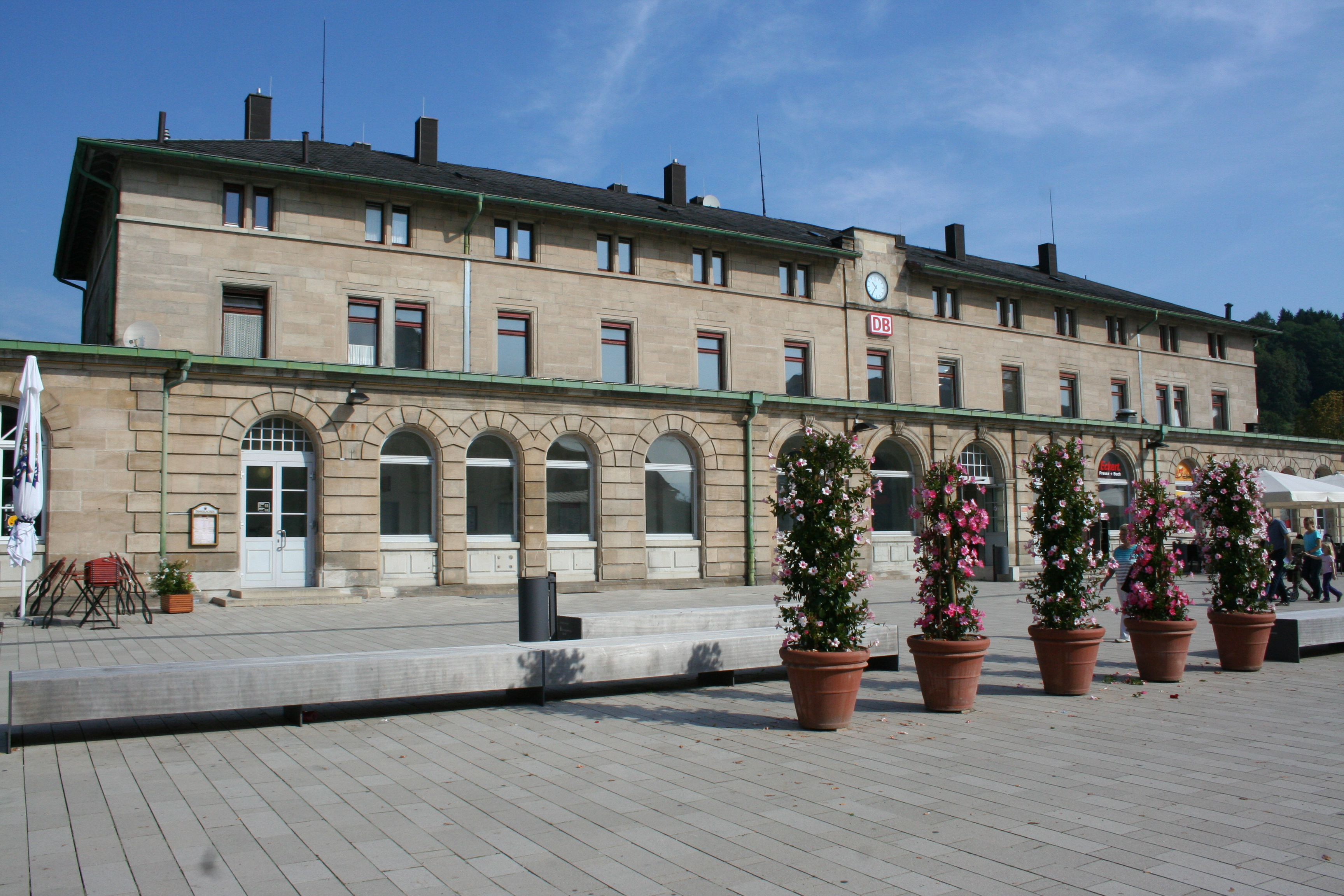
シュヴェービッシュ・グミュントの駅舎

シュヴェービッシュ・グミュント駅は、レムス鉄道とも呼ばれるシュトゥットガルト＝バート・カンシュタット - アーレン線沿いにある。この駅には2時間ごとにインターシティのカールスルーエ - シュトゥットガルト - ニュルンベルク線が発着する。インターレギオ＝エクスプレスは月曜日から金曜日までこの路線のアーレン - シュトゥットガルト中央駅間を運行している。レギオナル＝エクスプレスの列車は、ラッシュの時間帯には30分間隔で同じ区間を運行している。それ以外の時間帯は1時間間隔である。これに加えていくつかのレギオナルバーンがより短いシュヴェービッシュ・グミュント - ショルンドルフ間を運行している。

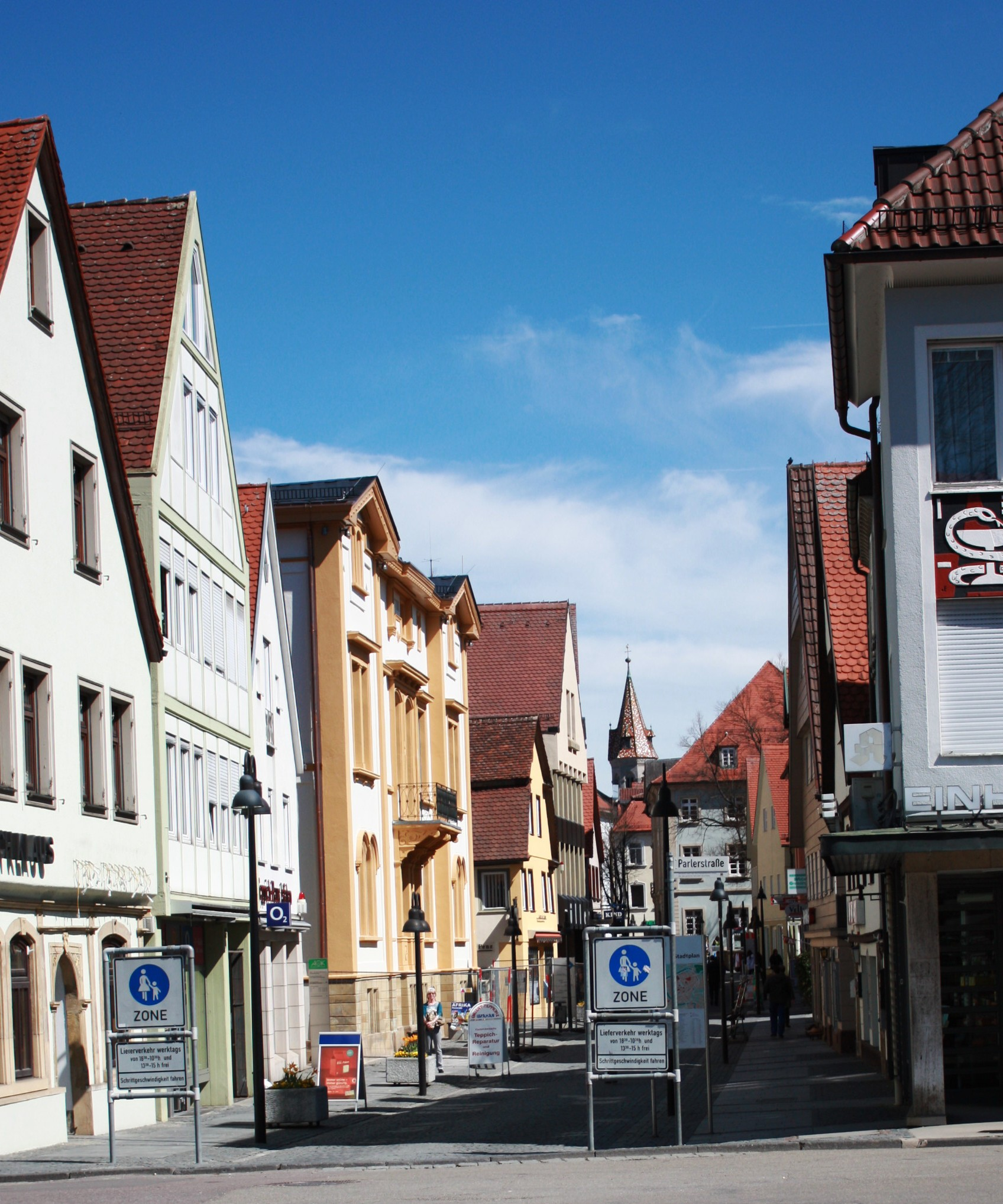
歴史的旧市街の大部分が歩行者専用道路または遊戯道路として自動車の通行が制限されている。

シュヴェービッシュ・グミュントでは、1975年までレムス鉄道沿いにフッセンホーフェン駅もあった。1911年から1984年までは、ホーエンシュタウフェン鉄道がこの街とゲッピンゲンとを結んでいた。この頃には、シュヴェービッシュ・グミュント南、シュトラスドルフ、メトランゲン＝ホーエンレヒベルク、ライトプレヒツ駅があった。この路線は現在ゲッピンゲン乗合バス会社のバス路線11番と12番に置き換えられている。

#### 道路
レムスタールに沿って東西に連邦道 B29号線（シュトゥットガルト -）ヴァイブリンゲン - アーレン - ネルトリンゲン線が市内を通っている。ヴァイプリンゲンからシュヴェービッシュ・グミュントまでは4車線のアウトバーン仕様の自動車道路に拡充されている。2013年11月25日から、長さ 2.2 km のグミュンダー・アインホルン＝トンネルを経由するバイパス道路が通っている。市内で B29号線から北に向かって連邦道 B298号線がガイルドルフ方面に分岐する。市の東部からアーレンまでの B29号線は2車線であるが、通行量が多いためしばしば渋滞が発生し、長年4車線への拡幅が検討されている。シュヴェービッシュ・グミュントの歴史的旧市街は大部分が歩行者専用道または遊戯道路として交通が制限されている。最寄りのアウトバーンのインターチェンジは、A7号線（ヴュルツブルク - フュッセン）のアーレン/ヴェストハウゼン・インターチェンジおよびアーレン南/オーバーコッヘン・インターチェンジである。

#### 環境ゾーン
シュヴェービッシュ・グミュントの中核市区には、2008年3月1日から微細粉塵ラベル表示義務が生じている。この時点から中核市区内を走行、あるいは通り抜けるすべての原動機付き車輌は、少なくとも有害物質グループ2に属していなければならない。有害物質グループ1（ラベルなし）の原動機付き車輌はこれ以後通行禁止となった。2012年1月1日までに有害物質グループ2（赤ラベル）の車輌も通行禁止となり、2013年1月1日には有害物資グループ3にまで拡張された。

#### 自転車
多くの観光自転車道がシュヴェービッシュ・グミュントをかすめている。ゲッピンゲンに至るアスファルト舗装された自転車・遊歩道「シュタウファーラント遊歩道・自転車道」は、わずかな高低差でレムスタールからフィルスタールに入ることができる。この道路は、1986年から1987年に線路が撤去されたホーエンシュタウフェン鉄道の軌道跡を利用している。この他に、多くの自転車道がこの街を通っている。
- レムスタール自転車道は、レムス川沿いにその水源からネッカー川に注ぐ河口まで伸びている[64]。
- ドイツ・リーメス自転車道は、ライン川沿いのバート・ヘニンゲンからドナウ川沿いのレーゲンスブルクまでオーバーゲルマニッシュ＝レティシャー・リーメス沿いに 818 km にわたって伸びている[65]。
- シュヴェービッシェ・アルプ自転車道はこの街をかすめてボーデン湖からネルトリンゲンまで通っている[66]。

#### 広域自転車道
シュヴェービッシュ・グミュントは、ドイツ・リーメス遊歩道の一部であるシュヴェービッシェ・アルプ協会のリーメス遊歩道沿いに位置している。

#### 航空
小型飛行機はホイバッハ飛行場を利用することができる（市内中心部から 12 km、自動車で約 15分）。最寄りの大きな空港はシュトゥットガルトにある（55 km、車で約 50分）。

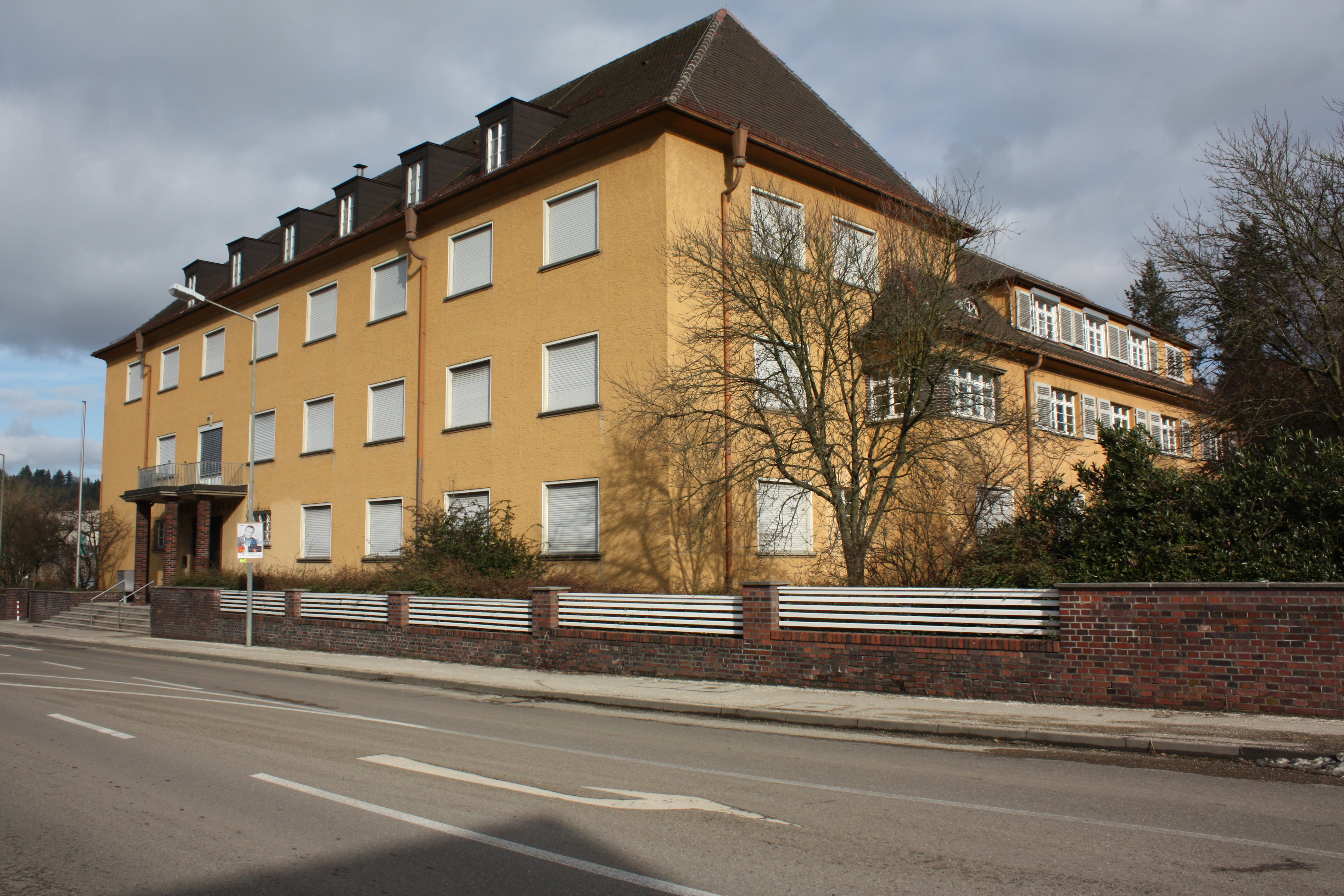
シュヴェービッシュ・グミュント区裁判所

### 裁判所、官公庁施設
シュヴェービッシュ・グミュントは、オストヴュルテンベルク地域連合の本部所在地であり、オストアルプ郡の行政機関支所がある。
この街には、税務署、区裁判所、公証人役場がある。シュヴェービッシュ・グミュント区裁判所はシュトゥットガルト上級地方裁判所エルヴァンゲン地方裁判所管区に属す。破産裁判に関しては、アーレン区裁判所がシュヴェービッシュ・グミュント区裁判所管区を管轄する。市内、旧ゴッテスツェル修道院に女子刑務所があり、335人まで収監できる。
バーデン＝ヴュルテンベルク州農業および農村地域開発局 (LEL) はシュヴェービッシュ・グミュントに本部を置いている。
シュヴェービッシュ・グミュントには郡兵員補充局があり、ゲッピンゲン郡、シュヴェービッシュ・ハル郡、ホーエンローエ郡、オストアルプ郡、レムス＝ムル郡を管轄している。
本市には、ヴュルテンベルク福音主義州教会シュヴェービッシュ・グミュント教会管区の本部がある。ロッテンブルク＝シュトゥットガルト司教区のシュヴェービッシュ・グミュント首席司祭区は2006年6月30日に廃止され、新たに創設されたオストアルプ首席司祭区に統合された。

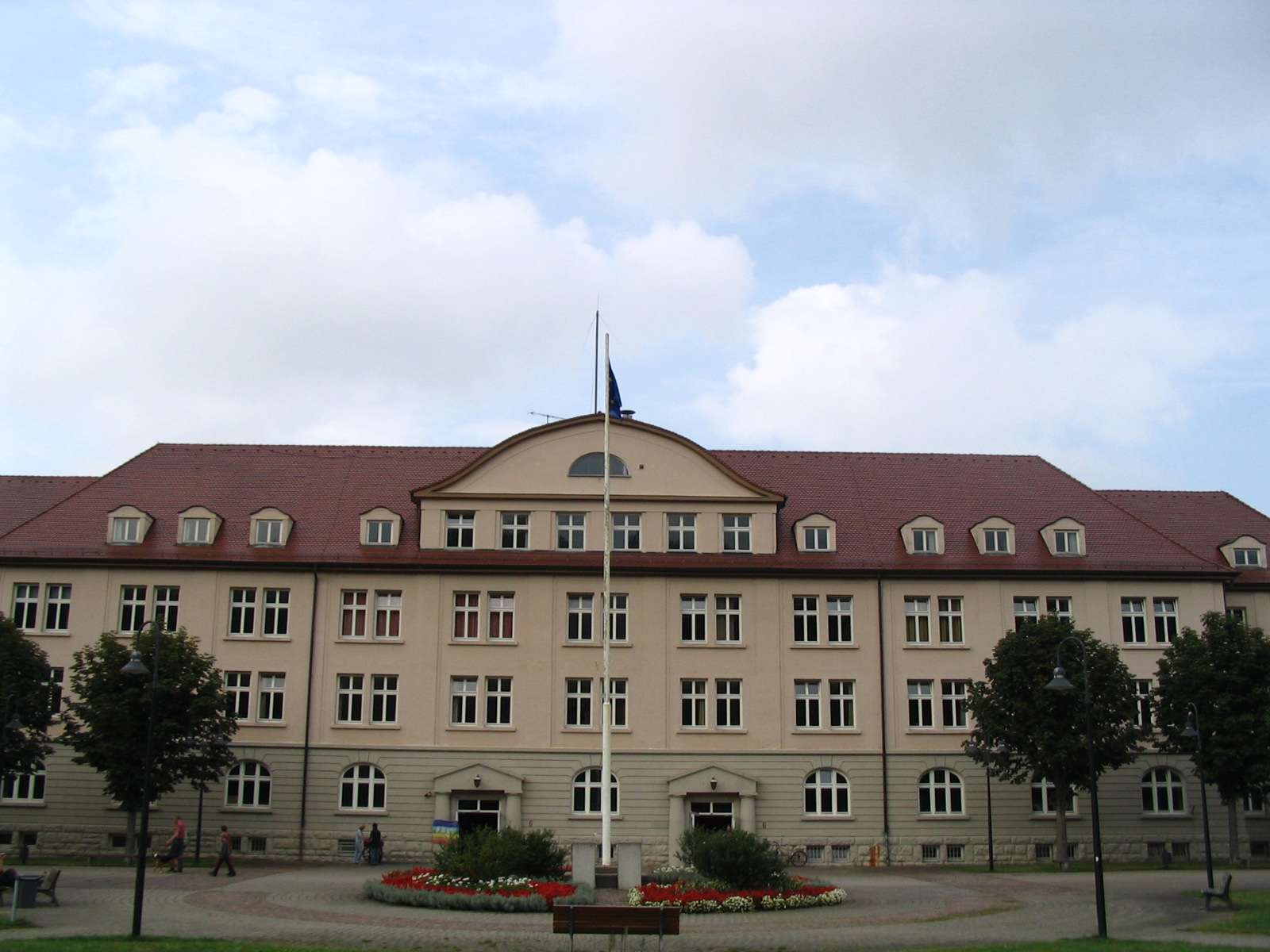
旧ビスマルク兵舎

### 軍事
シュヴェービッシュ・グミュントは、数十年にわたって軍の駐屯地であった。第一次世界大戦直前に建設された兵舎（後のビスマルク兵舎）には、当初第180ヴュルテンベルク歩兵連隊の一大隊が駐屯した、この兵舎は1937年に完成した国防軍のアドルフ＝ヒトラー兵舎（後のハルト兵舎）と同様に、1951年から1991年までアメリカ軍第7軍に利用された。当時、シュヴェービッシュ・グミュントは第56野戦砲司令部の所在地であり、その一部隊は1980年代にはパーシング-II中距離ロケット砲を装備していた。ムートランガー・ハイデのパーシング-II格納庫は、平和運動の抵抗と封鎖によって有名になった。

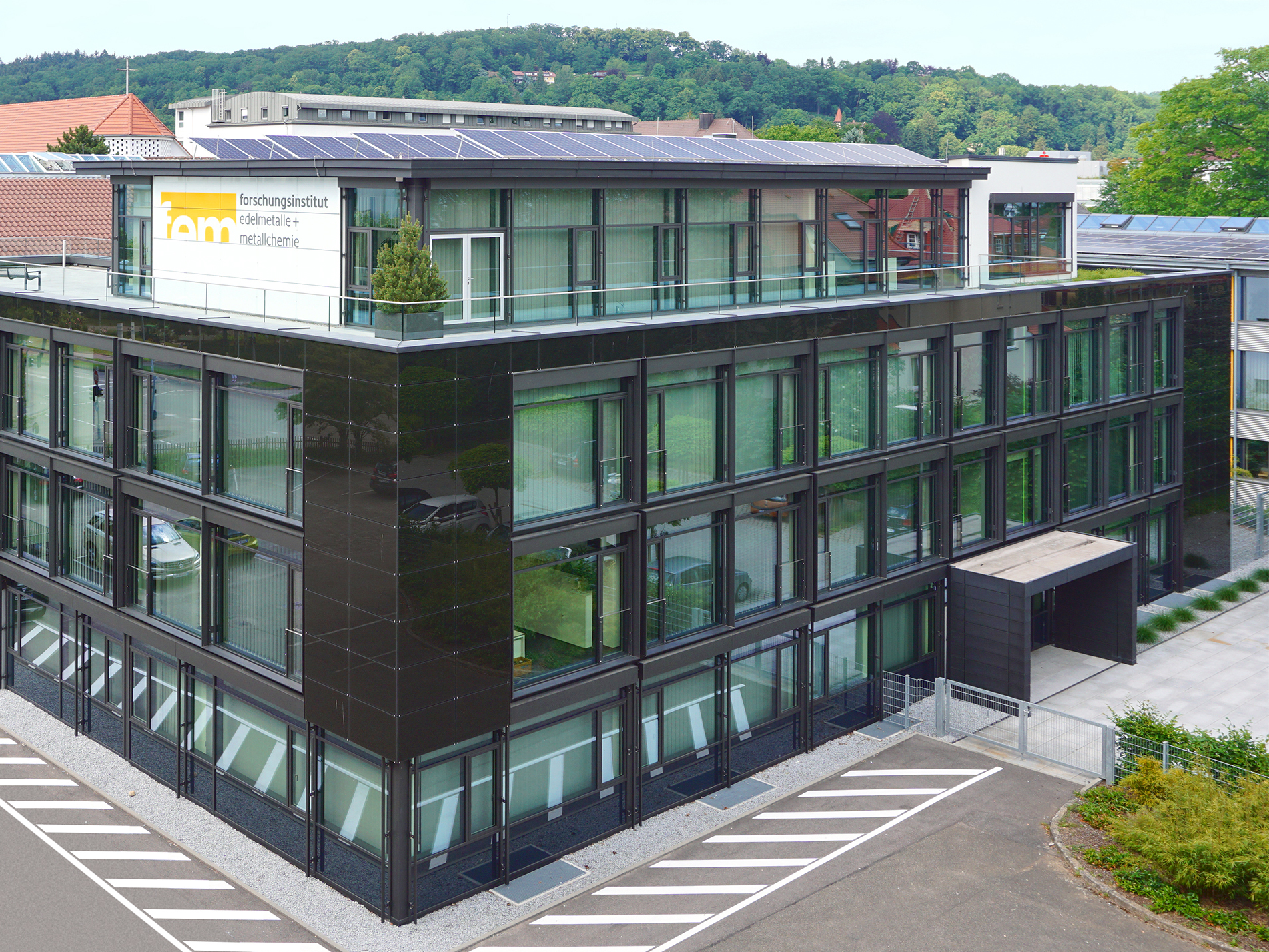
貴金属および鉱物化学研究所 (FEM)

### 地元企業
現在も盛んな金・銀細工職人は17世紀にこの街に定住した。貴金属および鉱物化学研究所 (FEM) もシュヴェービッシュ・グミュントに存在する。20世紀初めに時計産業も根付いた。ビフォラ時計社は1970年代末までドイツ最大の腕時計専門会社であり、その国内における発展を主導していた。
現在は、自動車部品、デザイン事務所、装飾品手工業がこの街の経済を支配している。シュヴェービッシュ・グミュントは、デザイナー密度がヨーロッパで最も高い街であり、「金と銀の街」というタイトルで彩られている。
以下の企業は全国的に有名である。

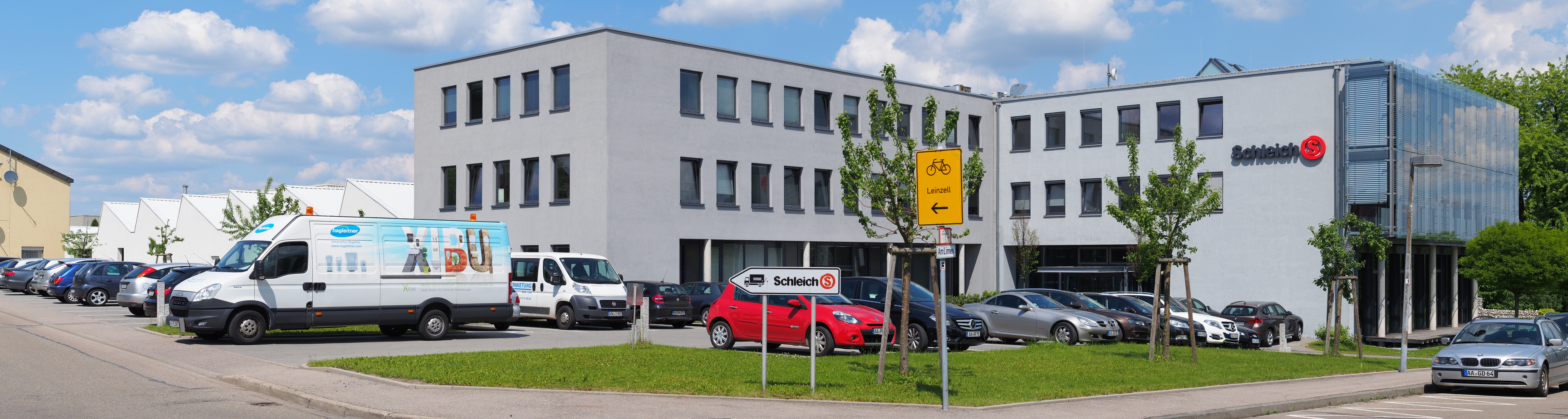
シュライヒ本社

- バルマー任意健康保険組合。ドイツ最大の任意健康保険組合であり、シュヴェービッシュ・グミュント＝ベットリンゲンに運営管理本部を置いている。この会社は、バルマー任意健康保険組合 (BEK) と、1878年にシュヴェービッシュ・グミュントで設立されたグミュンダー任意健康保険組合 (GEK) とが合併して2010年1月1日にバルマー GEKが設立された。さらに2017年1月1日にドイチェBKK を合併し、新たにバルマー任意健康保険会社となった。
- エアハルト & ゼーネは、国際的に活動している自動車部品会社であり、2011年からマグナ・シュタイアの傘下にある。この古くからの地元企業は、かつては玩具や工芸品を製造していた。この会社は「ウニモグ」を開発し、1955年に特許を取得した灰皿で知られている。
- C. & E. ファインはベルガウにあり、電子工具を製造している。
- ヌーベルトは、拡声器を製造し、直売の形で販売している。
- フェストアルピーネ・ポリノームは、国際的に活動している自動車部品業者である。
- シュライヒ GmbH は1935年にフリードリヒ・シュライヒによって設立された企業で、おもちゃの人形で知られている。
- ヴェレダ（ドイツ語版、英語版）は、医薬および健康衛生分野の企業である。
- ロベルト・ボッシュ・オートモーティヴ・ステアリング（2015年までは（旧 ZF-レンクシステーメ）は、国際的に活動している自動車・トラック用部品業者で、約 5,000人の従業員を擁するこの街最大の雇用主である。
- オストアルプ金属加工 (MVO) GmbH は従業員約 200人の特殊鋼製造業者で、ゲオルクスマリエン精錬所の製造子会社である[72]。
- ハウス・リンデンホーフは、オストヴュルテンベルク地方で、障害者や老人のための施設やサービスを提供する社会福祉企業である。本社をシュヴェービッシュ・グミュントに置いている。

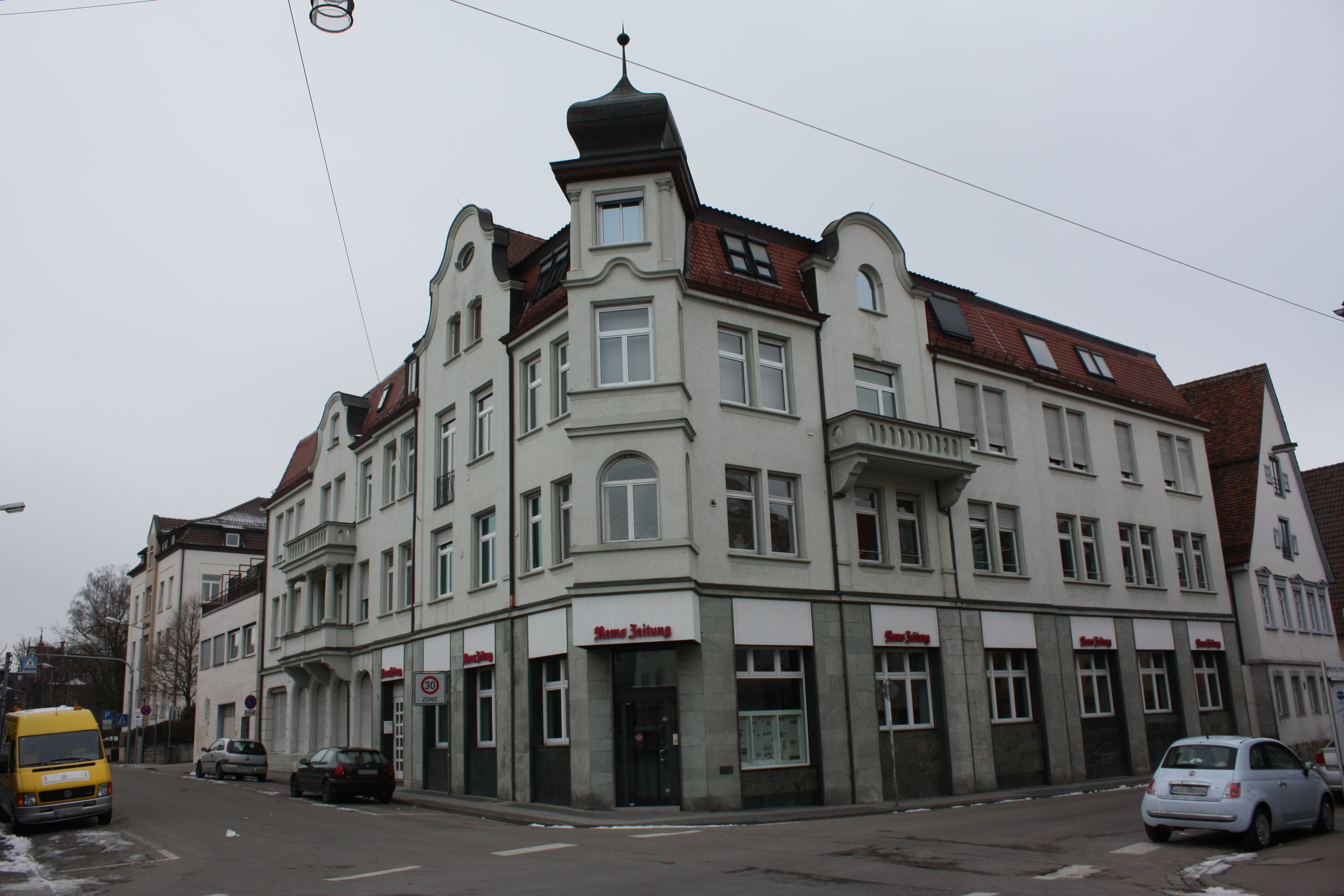
レムス＝ツァイトゥング出版社

- シュヴェービッシュ・グミュント市施設局

### メディア
市内で刊行されている日刊紙には、バーデン＝ヴュルテンベルク州で現在も刊行されている最も古い日刊紙である「レムス＝ツァイトゥング」と、ウルムのジュートヴェスト・プレッセの地方版「グミュンダー・ターゲポスト」がある。

### 健康、保健
シュヴェービッシュ・グミュントには多くの病院が存在する。シュピタールには、1985年まで旧市立病院（後に郡立病院）が入居していた。1984年に廃止されるまでシュピタールは現存するドイツ最古の病院であった。1852年までは、内市街のシュピタールの他に、市壁の外に長期療養患者のためのカタリーネンシュピタールがあった。1942年から1966年末まで内市街に内科と婦人科を担当する聖ルートヴィヒ病院もあった。この病院は、ムートランゲンに新しい病院「シュタウファークリニークム」が開院したために閉鎖され、老人ホームに改築された。
シュピタールや聖ルートヴィヒ病院の他にフェデレーション・ヴィンツェンティン・ゲマインシャフトが婦人科および小児科のマルゲリーテン病院を運営していた。この病院は、2000年にムートランゲンのシュタウファークリニークムと合併したが、当分はその重点分野を保持していた。マルゲリーテン病院の閉鎖に伴い、それまで存続していた小児科医療は、拡張されたムートランゲンの郡立病院に組み込まれた。これによりこの病院の名称はシュタウファークリニークム・シュヴェービッシュ・グミュントに変更された。これ以後グミュント市内に病院はなくなった。マルゲリーテン病院の建物は病院閉鎖後マルガリーテンハイム健康センターに改築された。マルガリーテンハイム健康センターには移動手術センター、ヴィンネンデン精神医学センターの分院、聖ヴィンツェンツ・フォン・パウル慈善姉妹団の聴覚障害者のための集団生活施設、マルガリーテンハイム産科施設、その他多くの診療所が入居している。
ムートランゲンの郡立病院は、2002年から自然療法部門を設けており、2003年からドイツ赤十字社のシュヴェービッシュ・グミュントを管轄する中央救護施設となっている。また、2004年から健康および看護専門学校や物理療法の学校、多くの専門医による診療科、薬局、衛生棟を備えている。
ハウス・リンデンホーフ財団は、シュヴェービッシュ・グミュントやオストヴュルテンベルク地方で障害者や老人のための福祉施設を数多く運営している。この団体は、1971年4月30日にロッテンブルク＝シュトゥットガルト司教区とカリタス会によって設立され、シュヴェービッシュ・グミュントに本部を置いている。
シュヴェービッシュ・グミュント市は、2007年から毎年市の会議センターで健康メッセを開催している。ここでは特に健康に関する知識や老人介護分野のサービスに関する情報について展示されている。

### 教育

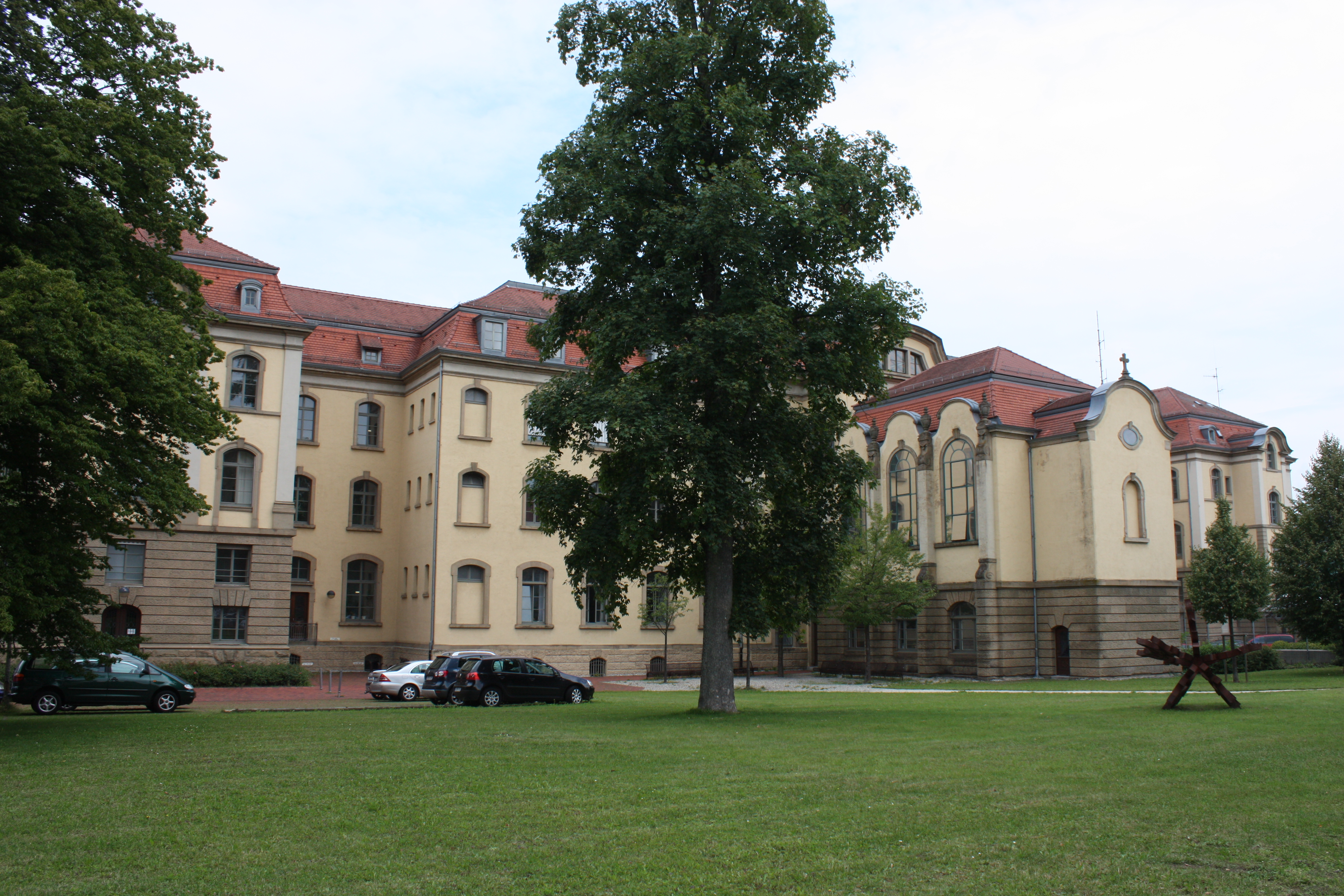
アルテPH

#### 大学
シュヴェービッシュ・グミュントには単科大学 2校とハーゲン通信大学の学習センターがある。教育学専門セミナーや教授学および教員養成セミナー（基礎課程学校、本課程学校、実科学校の教員を養成する）をもつ教育大学には、約2,500人の学生が在籍しており、内市街（アルテPH）とハルト地区にキャンパスを有している。約500人の学生が在籍するシュヴェービッシュ・グミュント造形大学 (HfG) は、1776年創設の学校を起源とし、応用学問の単科大学となっている。ハーゲン通信大学のシュヴェービッシュ・グミュント学習センターは1990年に開設され、ZF レンクジステーメのヴェルク4にある。これはバーデン＝ヴュルテンベルク州初の通信大学学習センターであった。その後は、シュトゥットガルト地域センターに属し、約1,500人の学生が利用している。2015年以降は通信教育大学の情報・アドバイスセンターだけがシュヴェービッシュ・グミュントにある。オストシュタットのビスマルク兵舎からアメリカ軍が撤退した後、この兵舎は1992年にユニヴァーシティー・オブ・メリーランド・ユニバーシティー・カレッジ (UMUC) のキャンパスとなった。このユニバーシティー・カレッジは2002年に財政難から閉鎖されたが、旧ビルマルク兵舎の建物には「ウニヴェルジテーツパルク」の名前が残されている。

#### その他の学校

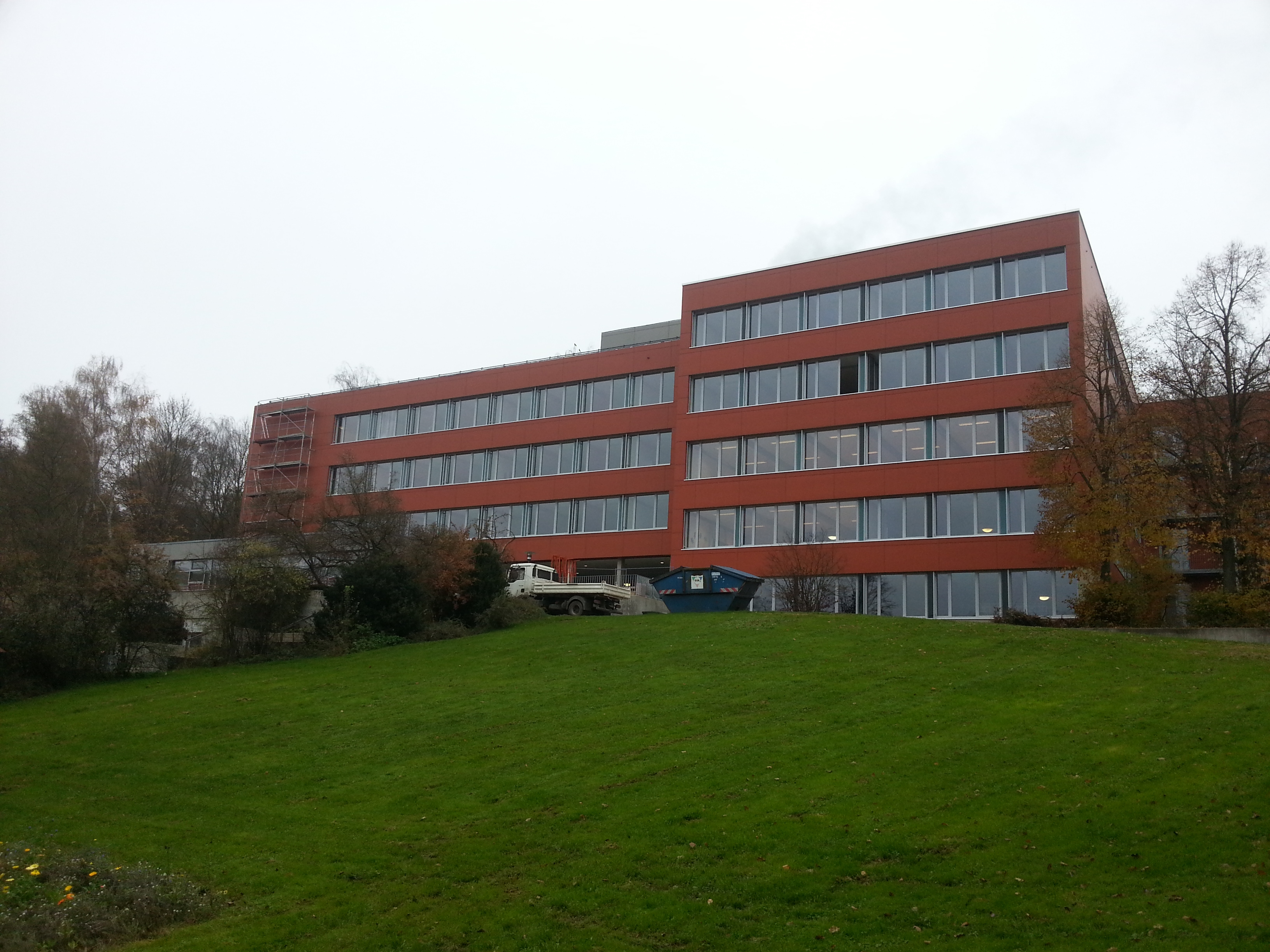
シェフホルト＝ギムナジウム

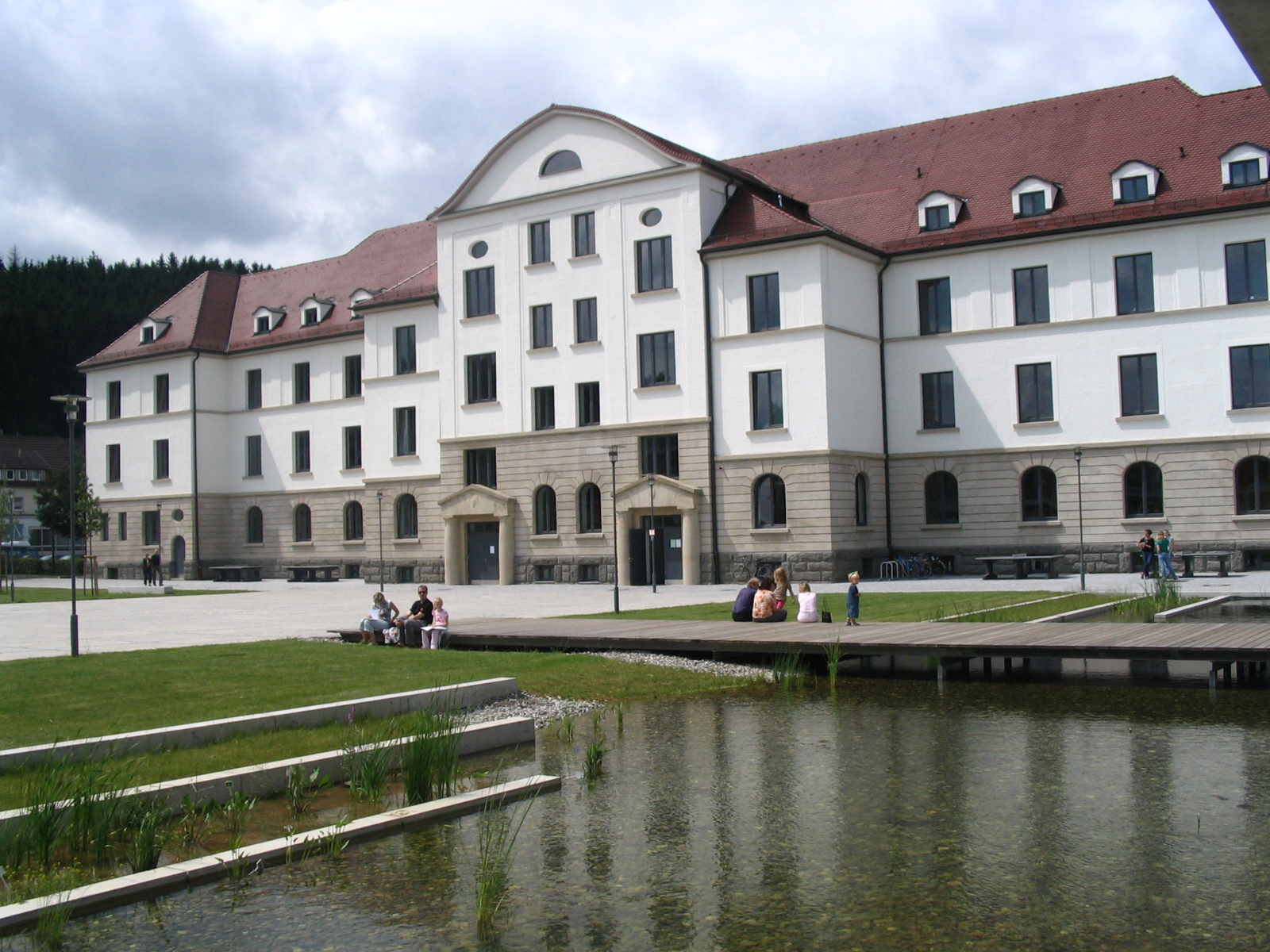
ギフテッドのための州立ギムナジウム・シュヴェービッシュ・グミュント校

シュヴェービッシュ・グミュント市内には、ギムナジウムが9校ある。市は、内市街の「ハンス＝バルドゥング＝ギムナジウム」と「パーラーギムナジウム」、シュトリュンプフェルバッハ学校センターの「シェフフォルト＝ギムナジウム」の一般ギムナジウム3校を運営者している。市はギフテッドのための州立ギムナジウム学校連合に加盟している。この学校連合は、ウニヴェルジテーツパルクの「ギフテッドのための州立ギムナジウム・シュヴェービッシュ・グミュント校」を運営している。シュヴェービッシュ・グミュントにはさらにオストヴュルテンベルク夜間ギムナジウムもある。1994年まではこれに加えて寄宿舎を有する州立短期ギムナジウム (ABG) がヘルリコーファー・ベルクにあった。その建物には現在、カールスルーエ上級財務局の教育センターが入居している。
市はさらに、2校の実科学校（シュトリュンプフェルバッハ学校センターのアーダーベルト＝シュティフター実科学校および内市街のシラー実科学校）、ヘルリコーフェン市区の特別支援学校ペスタロッツィシューレ、8校の基礎課程・本課程学校（アイヒェンラインシューレ・リンダッハ、フリーデンスシューレ、モーツァルトシューレ・フッセンホーフェン、ラウフバインシューレ、レーマーシューレ・シュトラスドルフ、ショイエルベルクシューレ・バルガウ、シュタウファーシューレ、ウーラントシューレ・ベットリンゲン）および6校の基礎課程学校（グロースラインバッハ、ハルト、ヴァイラー・イン・デン・ベルゲン、クレスターレシューレ、シェル基礎課程学校レヒベルク、テオドール＝ホイス＝シューレ・ヘルリコーフェン）を運営している。
オストアルプ郡はオーバーベットリンゲン市区の職業学校センターの職業学校群を運営している。この職業学校センターには、経営学校、栄養学ギムナジウム課程を有するアグネス＝フォン＝ホーエンシュタウフェン＝シューレ、家政科学校、経済学ギムナジウム課程を有する商業学校、工学ギムナジウムが集まっている。
郡はこの他に精神・身体障害者のためのクロスターベルクシューレの運営者でもある。精神障害者には私立特別学校としては、ベットリンゲン地区のハウス・リンデンホーフのマルティヌスシューレがある。さらに、地元のヴィンツェンティン婦人会が運営する聴覚障害者のための聖ヨーゼフ学校がある。この学校はドイツでも数少ない聴覚障害者のためのギムナジウムである。この学校は社会学ギムナジウムとして運営されている。
この他の私立学校には、シュヴェービッシュ・グミュント夜間実科学校、カトリックのフランツィスクス基礎課程学校、自由福音主義の学校ドミノ・ゼルヴィテ・シューレ e.V. リンダッハ（基礎課程・実科学校）、シュトリュンプフェルバッハ学校センターにある自由ヴァルドルフ学園シュヴェービッシュ・グミュント、教育補助学校カニジウス＝シューレ、聖ローレント社会職業研究所、A. & S. シュターデルマイアー商業職業専門学校、私立ドクトル・エンゲル職業専門学校、聴覚障害者および重度聴覚障害者のための聖ヨーゼフ私立学校、職業教育のための工学アカデミーがある。
郡はシュヴェービッシュ・グミュントに郡メディアセンターも運営している。このセンターは、教育メディアやその利用に関する助言を通じて、学校やその他の施設をサポートしている。
シュヴェービッシュ・グミュントは、多くの学校が存在することから、遅くともギフテッドのための州立ギムナジウム開校以後は「学園都市」とみなされている。

## 人物

### 出身者
- ペーター・パーラー（1330年 - 1399年）建築家、石工。存命中は「グミュントのペーター・パーラー」と名乗っていた。
- ハンス・ユーデンケーニヒ（1450年頃 - 1526年）リュート奏者
- イエルク・ラトゲプ（ドイツ語版、英語版）（1480年頃 - 1526年）画家
- ハンス・バルドゥング（1484年または1485年 - 1545年）画家
- アウグスト・フランツ・ヨーゼフ・カール・マイヤー（1787年 - 1865年）解剖学者、生理学者
- エマヌエル・ロイツェ（1816年 - 1868年）画家
- ヨハネス・シェル（ドイツ語版、英語版）（1817年 - 1898年）文化史家、著述家
- エミール・モルト（ドイツ語版、英語版）（1876年 - 1936年）企業家、最初のヴァルドルフ学園創設者
- ヘルマン・ヴェラー（ドイツ語版、英語版）（1878年 - 1956年）インド学者、新ラテン語詩人
- リヒャルト・フォークト（1894年 - 1979年）エンジニア、飛行機製造技師
- テオドール・シュヴェンク（ドイツ語版、英語版）（1910年 - 1986年）流体力学研究者
- ヘルマン・ミヒャエル（1937年 - 2005年）指揮者
- ヴィンフリート・メンラート（1939年 - 2016年）政治家 (CDU)
- ミヒャエル・ブラウンガルト（ドイツ語版、英語版）（1958年 - ）プロセスシステム工学研究者、化学者。ハンブルク環境研究所の学術指導者
- ウーヴェ・メッサーシュミット（ドイツ語版、英語版）（1962年 - ）自転車競技選手。1984年ロサンゼルスオリンピック銀メダリスト
- ジーモン・ティッシャー（ドイツ語版、英語版）（1982年 - ）バーレーボール選手
- カイ・ヘフナー（ドイツ語版、英語版）（1989年 - ）ハンドボール選手
- カリーナ・フォークト（1992年 - ）女子スキージャンプ選手
- マールト・リストル（1996年 - ）サッカー選手

### ゆかりの人物
- ハインリヒ・パーラー（ドイツ語版、英語版）（1300年から1310年の間 - 1370年）グミュント聖堂の建築家
- カール・マウフ（ドイツ語版、英語版）（1837年 - 1875年）アフリカ学者。1854年から1856年までカトリックの教員セミナーで教育学を学んだ。
- エルヴィン・ロンメル（1891年 - 1944年）陸軍元帥シュヴェービッシュ・グミュントでアビトゥーアを修得した。
- フランツ・ライニシュ（ドイツ語版、英語版）（1903年 - 1942年）カトリック・パロッティ会司祭で反ヒトラー活動家。レヒベルクの司祭を務めた。
- エヴァルト・ブッヒャー（ドイツ語版、英語版）（1914年 - 1991年）政治家。連邦司法大臣、連邦住宅・都市建設大臣（ドイツ語版、英語版）を歴任した。シュヴェービッシュ・グミュントの学校で学び、この街で弁護士となった。
- ピーター・ユスティノフ（1921年 - 2004年）イギリスの俳優、脚本家。シュヴェービッシュ・グミュントで洗礼を受けた。
- バッド・スペンサー（1929年 - 2016年）イタリアの映画・テレビ俳優。バッド・スペンサー・バート（プール）などに名を残している。
- グドルン・エンスリン（1940年 - 1977年）テロリスト。ドイツ赤軍創設者の一人。シュヴェービッシュ・グミュント教育大学で学んだ。
- ルッツ・ドンブロウスキー（1959年 - ）陸上競技選手。1980年モスクワオリンピック走り幅跳び金メダリスト。シュヴェービッシュ・グミュントで指導者を務めた。
- アンナ・ルプレヒト（ドイツ語版、英語版）（1996年 - ）女子スキージャンプ選手。シュヴェービッシュ・グミュント在住。